# Liste von Persönlichkeiten aus Bellinzona
Diese Liste enthält in Bellinzona geborene Persönlichkeiten und solche, die in Bellinzona ihren Wirkungskreis hatten, ohne dort geboren zu sein. Die Liste erhebt keinen Anspruch auf Vollständigkeit.

## Persönlichkeiten
(Sortierung nach Geburtsjahr)

### In Bellinzona geboren

#### 1230 bis 1850
- Ardrikus Bosia (* um 1230 in Mendrisio; † nach 1286 ebenda), Erzpriester von Bellinzona (1274–1286)[1]
- Albertus Rugura (* um 1250 in Bellinzona; † um 1310 ebenda), Adel, Stammvater der Familie Rugura[2]
- Albertus Rugura (* um 1275 in Bellinzona; † nach 11. November 1338 ebenda), Adel, Prokurator und Gemeindepräsident, stiftete durch Testament die Kaplanei San Bartolomeo in der Kirche San Biagio von Ravecchia[3]

- Familie Somazzi.  aus Como[4]
  - Gioannolo Somazzi (* um 1290 in Bellinzona; † nach 1328 ebenda), Rechtsanwalt und Notar, seit 1328 in Bellinzona erwähnt[4]
  - Gioannolo Somazzi (* um 1390 in Bellinzona; † nach 1451 ebenda), Rechtsanwalt und Notar, von 1418 an erwähnt, von 1440 an wiederholt Stadtrat, Prokurator von Bellinzona 1451, er war einer der vier Abgeordneten der Stadt, welche 1440 die Eidgenossen in den Friedensverhandlungen mit dem Herzog von Mailand Filippo Maria Visconti zu unterstützen hatten; einer der zwei Zollpächter von Bellinzona 1447[4]
  - Tranquillo Somazzi (* um 1615 in Bellinzona; † nach 1665 ebenda), Politiker, Statthalter des Landvogts von Bellinzona; 1659 und 1665 an die Tagsatzung abgeordnet zur Revision der Satzungen der Vogtei[4]

- Beltramolo Martignoni (* um 1350 in Bellinzona; † 1417 ebenda), Kanoniker der Stiftskirche Santi Pietro e Stefano dann Erzpriester von Bellinzona[5]
- Antonio da Bellinzona (* um 1410 in Bellinzona; † nach 1463 in Padua), Professor der Bildende Kunst an der Universität Padua[6]
- Girardolo del Nado (* um 1400 In Bellinzona; † nach 1444 ebenda), erscheint in Zusammenhang mit dem Hospital und der Gründung des Augustinerorden-Eremitenklosters San Giovanni al Dragonato von 1444[7]
- Antonio Besana (* um 1410 in ?; † nach 1460 in Bellinzona ?), Podestà von Bellinzona in Dienste von Francesco I. Sforza[8]
- Bartolomeo da Bellinzona (* um 1420 in Bellinzona; † nach 1455 in San Severino Marche ?), Baumeister[9]
- Francesco de Avondo (* um 1425 in Bellinzona; † nach 1468 ebenda), Priester, Pfarrer von Carasso, Chorherr der Stiftskirche Santi Pietro e Stefano von Bellinzona[10]
- Jacopo de Bellinzona (* um 1430 in Bellinzona; † nach 26. Dezember 1476 ebenda), einer der Verschwörer bei der Ermordung des Herzogs Galeazzo Maria Sforza[11]
- Albertollo da Bellinzona (* um 1434 in Bellinzona; † nach 1471 in Mailand ?), Bildhauer in Mailänder Dom[12][13]
- Ambrogio Ferrario (* um 1455 in Bellinzona; † nach 1499 ebenda), Munitionskommissar 1499; er leitete die Verstärkungsarbeiten der Murata[14]

- Familie Zezi, Zezio. [15]

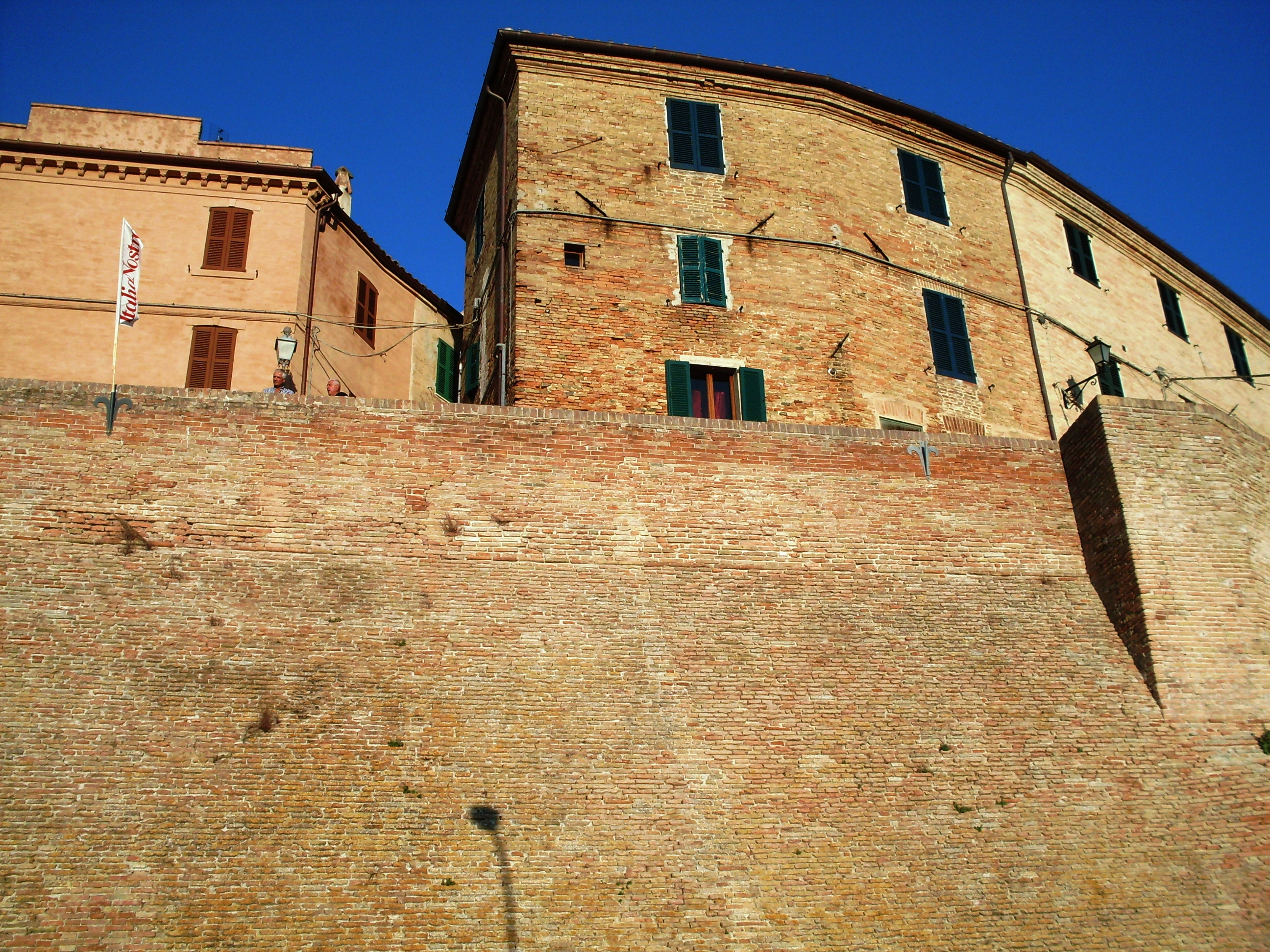
Giovanni de Matteo: Schloss Piticchio, 1542

  - Giovan Giulio Zezio (* um 1475 in Bellinzona; † vor 1542 ebenda), er tat sich 1500 im Aufstand der Stadt gegen die französische Herrschaft hervor. Abgeordneter der Stadt zum Herzog von Mailand 1487, 1498, 1499, zu den Eidgenossen 1501 und 1502; Stadtrat 1498, 1500[15]
  - Gerolamo Zezio (* um 1495 in Bellinzona; † nach 1500 ebenda), Inhaber einer Kompagnie von 300 Mann im Dienste Frankreichs, hatte Unstimmigkeiten mit den französischen Offizieren, womit sich die Tagsatzung 1550 befasste[15]
  - Marco Zezio (* um 1500 in Bellinzona; † nach 1560 ebenda), Erzpriester von Bellinzona 1544–1560[15]

- Gian Giacomo de Bellinzona (* um 1480 in Bellinzona; † nach 1526 ebenda ?), Hauptmann in päpstlichen Diensten[16]
- Bernardino Nadi (* um 1505 in Bellinzona; † nach 1569 ebenda), Erzpriester der StiftsKirche Santi Pietro e Stefano von Bellinzona[17]
- Giovanni de Matteo (* um 1510 in Bellinzona; † nach 1542 ebenda ?), Baumeister, Architekt tätig am Schloss Piticchio bei Arcevia[16]
- Ruginillo (*um 1510 in Bellinzona; † nach 1563 ebenda), Priester, Theologe des Konzil von Trients, Kanoniker der Stiftskirche Santi Pietro e Stefano von Bellinzona, er wurde von Karl Borromäus und Papst Pius IV. sehr geschätzt[18]

- Familie Codeborgo. [19]

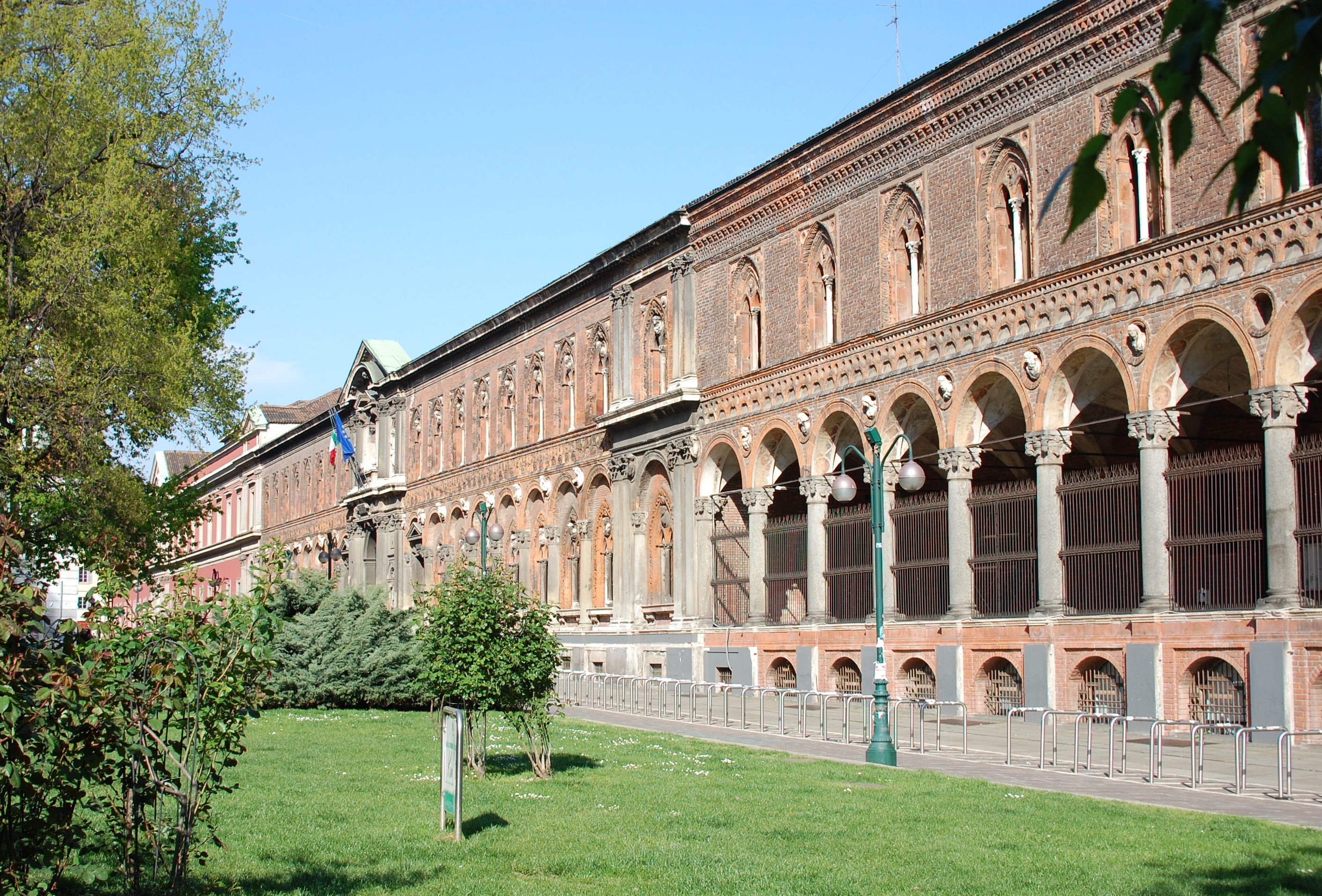
Ospedale Maggiore, Älteste Teile an der Fassade zur Festa del Perdono, Mailand 15. Jahrhundert

  - Giacomo Codeborgo (* um 1375 in Bellinzona; † nach 1427 ebenda), Schmied[20]
  - Giovanni Codeborgo genannt Vanetto (* um 1400 in Bellinzona, erstmals erwähnt 1427; † nach 1477 ebenda), Stellvertreter des herzoglichen Kommissars und 1469 Statthalter im Bleniotal[19][20]
  - Giovanni Leonardo Codeborgo (* um 1440 in Bellinzona; † nach 1505 ebenda), Statthalter im Bleniotal und 1494 Stellvertreter des herzoglichen Kommissars, Schiedsrichter in einer Streitfrage zwischen dem Morobbiatal und dem Monte Dongo betreffend den Besitz von Almweiden[21][19]
  - Giovanni Antonio Codeborgo (* um 1450 in Bellinzona, 1479 erwähnt † nach 1500 ebenda), Mitglied des Stadtrats 1500; im März des gleichen Jahres war er einer der Gesandten Luganos an Ludovico il Moro[19]

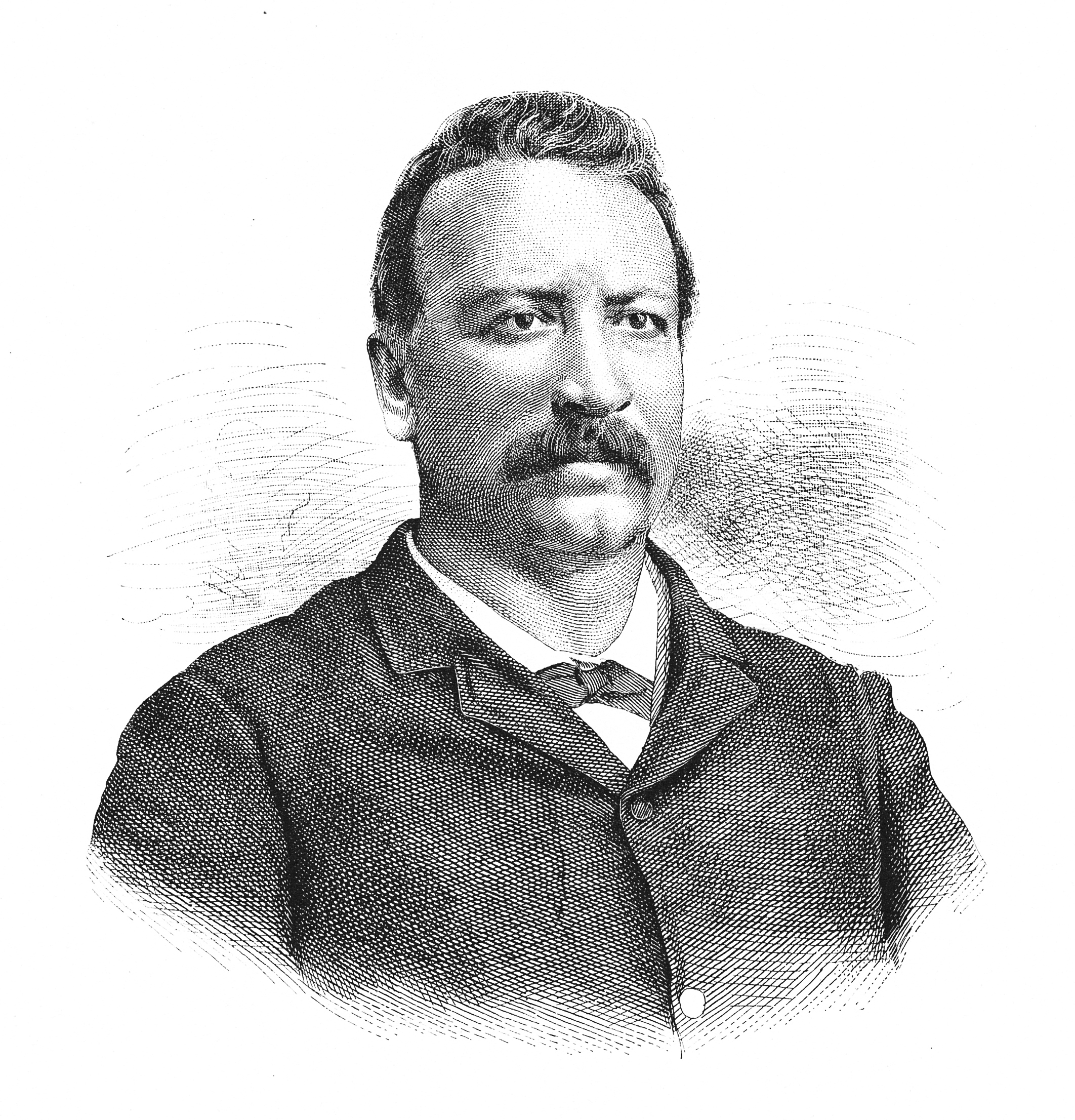
Rinaldo Simen

  - Giovanni Andrea Codeborgo (* um 1470 in Bellinzona; † nach 1526 ebenda), einer der Abgeordneten zu den drei souveränen Kantonen (Uri, Schwyz und Unterwalden) zur Erhaltung der Schlösser und Befestigungen von Bellinzona, die man 1526 zu schleifen beabsichtigte[19]

- Adelsfamilie Rusca/Rusconi. [22][23]

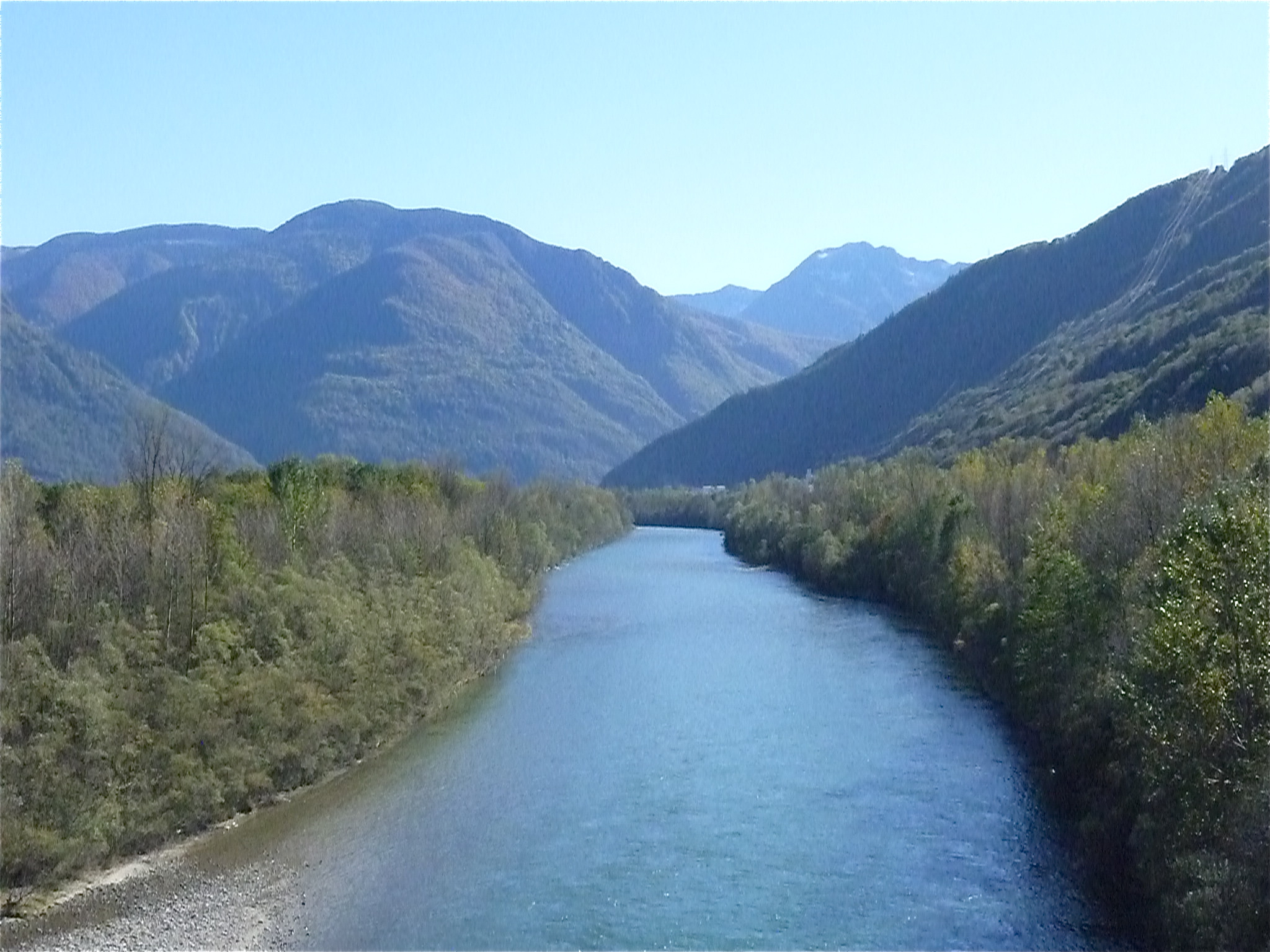
Kanalisation des Flusses Ticino bei Claro

  - Giovan Battista Rusca (* um 1460 in Bellinzona; † nach 6. Juli 1546 ebenda), Adel aus Gudo, er vermachte durch Testament die Hälfte seines Vermögens dem Ospedale Maggiore von Mailand[22]
  - Giovanni Battista Rusconi (* um 1600 in Bellinzona; erstmals erwähnt 1637; † 1665 ebenda), Gesandter Bellinzonas bei den eidgenössischen Orten und Landeshauptmann der Milizen der Vogtei[24]
  - Giovan Pietro Rusconi (* um 1600 in Bellinzona; † nach 1659 ebenda), Fiskal von Bellinzona 1640, Postdirektor von Bellinzona, testierte am 28. August 1657 und vermachte sein Vermögen zur Gründung eines Katholisches Priesterseminars in Bellinzona; sein Nachlass gelangte in den Besitz des Jesuitenkollegiums[25]
  - Giovanni Andrea Rusconi (* 1605 in Bellinzona; † 15. Dezember 1673 ebenda), Statthalter des Landvogts von Bellinzona; 1666 Ritter vom güldenen Sporn[26]
  - Fedele Filippo Rusconi (* 9. September 1753 in Bellinzona; † nach 1813 ebenda), Urenkel von Francesco Filippo Rusconi, Politiker, Tessiner Grossrat, Kantonsrichter und Verwaltungsrichter[27]
  - Carlo Rusconi (* 17. September 1762 in Bellinzona; † 1. Januar 1832), Bruder von Fedele Filippo, Priester, Chorherr, Erzpriester der Stiftskirche Santi Pietro e Stefano von Bellinzona, Dekan[28]
  - Giuseppe Rusconi (* 19. März 1771 in Bellinzona; † 4. März 1841 ebenda), Mitglied des Gerichts von Bellinzona, des kantonalen Verwaltungsgericht, Tessiner Grossrat[29]
  - Filippo Fulgenzio Rusconi (* 3. November 1795 in Bellinzona; † 18. August 1847 ebenda), Sohn des Fedele Filippo, Rechtsanwalt, Offizier in Holland, Kommandant der tessinischen Milizen[22]
  - Rodolfo Rusconi (1802–1874), Sohn von Giuseppe, Anwalt, Tessiner Grossrat und Staatsrat, er führte durch Erbschaft den Namen Orelli; Stammvater des Zweigs Rusconi Orelli
  - Filippo Rusconi (1844–1926), Anwalt, Tessiner Grossrat, Staatsrat, Nationalrat, Oberst, Präsident des Konsortiums zur Kanalisation des Flusses Tessin seit 1895, Mitarbeiter an den Zeitschrift Democrazia und Redakteur des Gottardo
  - Giuseppe Rusconi (* 1847 in Bellinzona; † 1921 ebenda), Politiker, beteiligte sich an der liberal-radikalen Tessiner Putsch von 1890[29]
  - Camillo Rusconi (* 18. November 1878 in Bellinzona; † 1970 ebenda), Maler, schuf Porträts und Landschaften und stellte in Mailand, Bern, Zürich aus[30][31]

- Familie Cusa. [32]

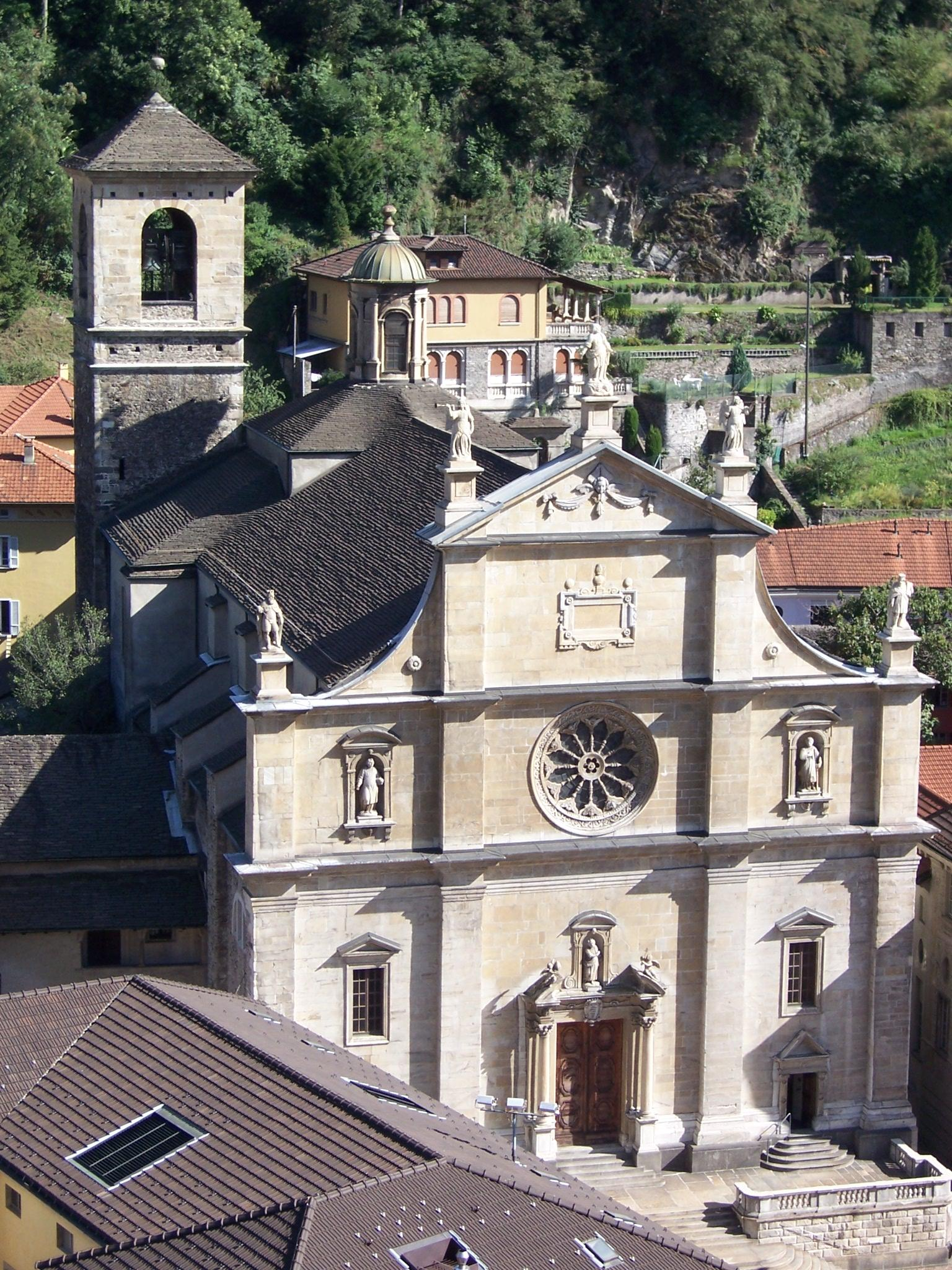
Blick auf die Kirche Collegiata SS. Pietro und Stefano vom Castelgrande

  - Masino de Cuxa (* um 1280 in Bellinzona; † nach 1307 ebenda), Mitglied des Stadtrats von Bellinzona[32]
  - Antoniolo Cusa (* um 1372 in Bellinzona; † 1450 ebenda), Notar der Gemeinde[33][32]
  - Pietro Cusa (* um 1375 in Bellizona; † nach 1452 ebenda), Mitglied des Stadtrats von Bellinzona[32]
  - Giacomo Cusa (* um 1395 in Bellizona; † nach 1450 ebenda), Notar, Statthalter und 1441 Fürsprecher der Gemeinde[32]
  - Biagio Cusa (* um 1400 in Bellinzona; † nach 1475 ebenda), Mitglied des Stadtrats von Bellinzona[32]
  - Giovanni Cusa (* um 1410 in Bellinzona; † nach 1488 ebenda), Notar, Statthalter, Ratsherr[32]
  - Gian Pietro Cusa (* um 1440 in Bellinzona; † nach 1511 ebenda), Notar, Mitglied des Stadtrats von Bellinzona[32]
  - Filippo Cusa (* um 1445 in Bellinzona; † nach 1521 ebenda), Notar, Mitglied des Stadtrats von Bellinzona[32]
  - Piero Cusa (* um 1450 in Bellinzona; † nach 1525 ebenda), Notar, Mitglied des Stadtrats von Bellinzona[32]
  - Andrea Cusa (* um 1740 in Bellinzona; † nach 1772 ebenda), Doktor der Theologie und Priester, unterrichtete an der Lateinschule von Bellinzona[32]
  - Giulio Cusa (* 1757 in Bellinzona; † 5. August 1823 ebenda), Domherr der Kollegiatkirche Pietro e Stefano, Erzpriester in Bellinzona[32]
  - Marco Cusa (* 1774 in Bellinzona; † nach 1825 in Holland), Hauptmann in Frankreich und Bataillonskommandant in Holland; er erhielt 1825 das Kreuz der Ehrenlegion[32]

- Adelsfamilie Magoria. [34][35][36]

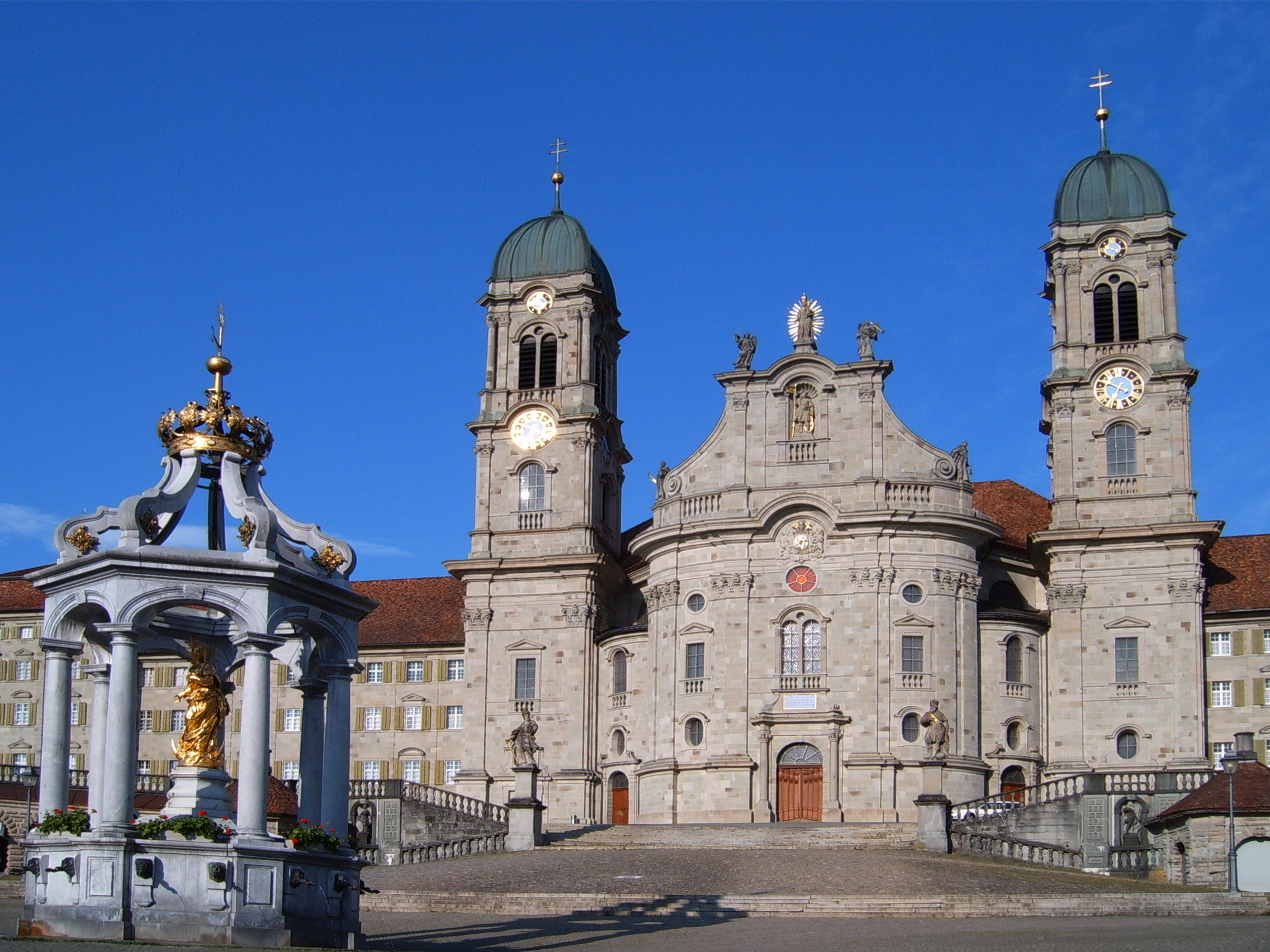
Abtei Einsiedeln

  - Donato Magoria (* um 1340, erwähnt 1374 in Locarno; † 1405 ebenda), verhandelte 1403 im Namen von Albert von Sax-Misox mit dem Herzog von Mailand über die Besitzungen von Bellinzona, Blenio und Monte Dongo[35]
  - Giovannolo Magoria (* um 1370 in Bellinzona; † vor 11. Dezember 1448 ebenda), Sohn des Donatus, erwähnt 1409–1446, er war 1426 Zeuge beim Abschluss des Friedensvertrags zwischen dem Herzog von Mailand und den regierenden Orten nach der Schlacht bei Arbedo; Mitglied des Stadtrats 1431, Prokurator von Bellinzona 1433, Stammvater des Zweigs von Bellinzona[35]
  - Antonio Magoria (* um 1400 in Bellinzona; † 1501 ebenda), Sohn des Johvannolus, Vertreter Bellinzonas am Vertragsabschluss zwischen der Grafschaft und Kanton Uri, Ursern und der Valle Leventina; Mitglied des Stadtrats von Bellinzona, Caneparius 1449, 1452[35]
  - Giacomino Magoria (* um 1440 in Bellinzona; erwähnt seit 1475; † vor 5. Juni 1518 ebenda), Mitglied des Stadtrats von Bellinzona. Er auszeichnete sich 1500 im Aufstand Bellinzonas gegen Ludwig XII.[35]
  - Stefano Magoria (* 1726 in Bellinzona; † in Einsiedeln), Benediktiner, Zeremonienmeister der Abtei Einsiedeln[35]

- Familie Sacchi. [37]
  - Giacomo Antonio Sacchi (* 1659 in Bellinzona; † 1729 ebenda), Statthalter des Landvogts von Bellinzona[37]
  - Carlo Sacchi (* um 1685 in Bellinzona; † um 1745 ebenda), Arzt und Fiskal der Landvogtei Bellinzona[37]
  - Teresa Maria Lucia Sacchi, mit dem Ordensnamen Lucia; (* um 1720 in Bellinzona; † 1783 ebenda), Oberin des Ursulinerinnenklosters von Bellinzona[37]
  - Giacomo Antonio Sacchi (* 3. April 1747 in Bellinzona; † 9. Dezember 1831), Advokat, Tessiner Grossrat, Mitglied des Verwaltungsgerichts[37][38][39]
  - Fulgenzio Sacchi (* 23. Oktober 1750 in Bellinzona; † 15. Januar 1810 ebenda), Doktor der Theologie, Dekan und Erzpriester von Bellinzona[37]
  - Carlo Sacchi (* 1752 In Bellinzona; † 3. Mai 1826 ebenda), Politiker, Tessiner Grossrat, 1815–26 Staatsrat[37][40]
  - Giacomo Antonio Sacchi (* 28. Januar 1796 in Bellinzona; † 25. September 1867 ebenda), Advok at und Notar, Mitglied des Gerichts von Bellinzona, Tessiner Grossrat[37]
  - Carlo Francesco Sacchi (* 14. Dezember 1802 in Bellinzona; † 23. Juli 1881 ebenda), Doktor der Theologie, Chorherr von Bellinzona, Tessiner Grossrat, Gründer der Kleinkinderschule von Bellinzona[37]
  - Gioachimo Sacchi (* 10. Oktober 1804 in Bellinzona; † 2. Mai 1848), Sohn des Carlo, Kantonsrichter 1841[37]
  - Celso Sacchi (* 6. Juni 1815 in Bellinzona; † 15. Juni 1865 ebenda), Sohn des Carlo, Ingenieur leitete bedeutende Bauten[41]
  - Mosè Sacchi (* 1841 in Lodrino; † 12. Juli 1895 in Bellinzona), Arzt, Vizekonsul von Argentinien, Politiker[37]

- Familie Molo. [42][43]

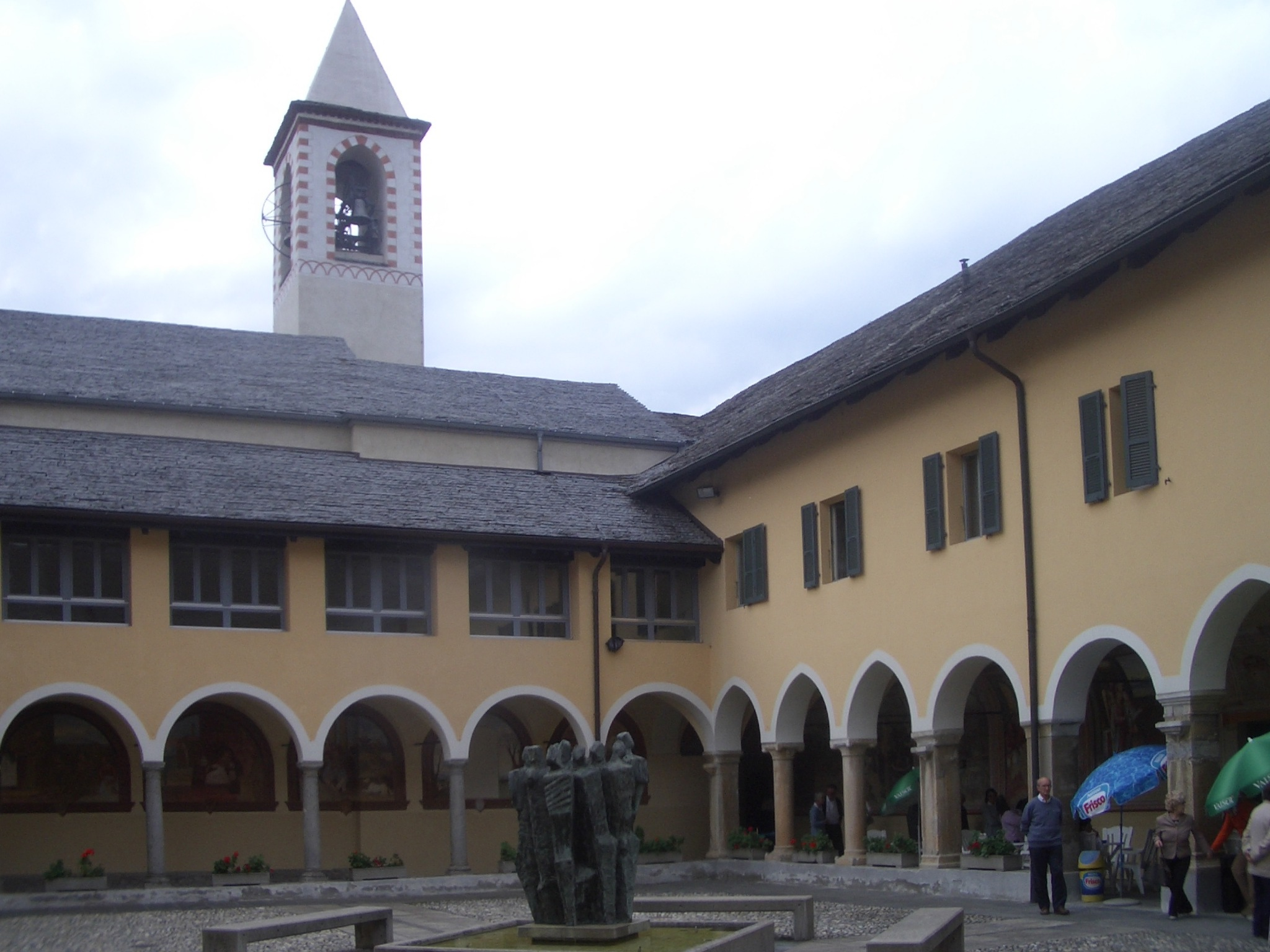
Kloster Santa Maria delle Grazie, Bellinzona

  - Mafiolo Molo (* um 1390 in Bellinzona; erwähnt 1418, † vor 1461 ebenda), Fiskal oder Vikar des herzoglichen Kommissars von Bellinzona[42]
  - Raffaele Molo (* um 1400 erstmals erwähnt 1425 in Bellinzona; † nach 1459 ebenda), Statthalter des herzoglichen Podestà, Vertreter der Gemeinde[42][44]
  - Giovanni Molo (* 1405 In Bellinzona; † nach 1462 ebenda), Mitglied des Rats der Stadt 1432, herzoglicher Vikar von Claro TI und Osogna 1459; Statthalter des Gouverneurs von Bellinzona 1462[42]
  - Giovanni Molo (* um 1435 in Bellinzona; † um 1511 ebenda), Sohn des Mafiolo, Notar, Bürger von Pavia, bei der Rückkehr von Ludovico Sforza 1499 nahm er das Sekretärsamt wieder auf aber er blieb immer in enger Verbindung mit Bellinzona[45][42][46][47]
  - Nicolò Molo (* um 1440 in Bellinzona; † nach 1500 ebenda), Bruder des Giovanni, Vikar von Claro und Osogna 1471, Podestà von Villanterio 1480, Mitglied des Rats von Bellinzona 1498–1501, Anführer des Aufstandes von Bellinzona gegen König Ludwig XII. von Frankreich 1500[42]
  - Simonino Molo (* um 1440 in Bellinzona; † 1494 ebenda), Konnetabel des Herzogs von Mailand in Bellinzona 1492[42]
  - Serafino Molo (* um 1440 in Bellinzona; † nach 1480 ebenda), Franziskaner (OFM), einer der Gründer des Klosters der Madonna delle Grazie in Bellinzona gegen 1480[42]
  - Gian Giacomo Molo (* um 1440 in Bellinzona; † 1494 ebenda), Konnetabel des Herzogs von Mailand in Bellinzona 1492[42]
  - Bernardino Molo (* 1468/70 in Bellinzona; † nach dem 10. November 1562 ebenda), Sohn des Giovanni, Geheimrat des Herzogs Massimiliano Sforza[42][48]
  - Giacomo Filippo Molo (* um 1465 in Bellinzona; † nach 1524 ebenda), Sohn des Giovanni, Hofrat des Herzogs Massimiliano Sforza, Zeugherr des Herzogs Charles III. de Bourbon-Montpensier in Nizza 1524[42]
  - Alessandro Molo (* um 1495 in Bellinzona; † 1565 in Rom), Sohn des Bernardino, Doktor der Rechte, Kanoniker der Stiftskirche von Bellinzona 1517, 13 Jahre lang Auditor des Kardinals von Medici, späteren Papstes Pius IV., der ihn 1563 zum Bischof von Minori ernannte. Er nahm am Konzil von Trient teil[49][42]
  - Giacomo Filippo Molo (* um 1555 in Bellinzona; † nach 1595 in Pavia), Enkel des Giacomo Filippo, Doktor der Rechte, Mitglied des Kollegiums der Richter von Pavia und Konsultator der Inquisitionskammer von Pavia. Lektor an der Universität Pavia[42]
  - Pietro Francesco Molo (* um 1640 erstmals erwähnt 1668 in Bellinzona; † 1708 ebenda), Statthalter der Vogtei Bellinzona[42][50]
  - Francesco Molo (* 7. Februar 1651 in Bellinzona; † nach 1708 ebenda), polnischer Gesandter in Solothurn, erwähnt in Bellinzona 1692–1708[42]
  - Pietro Antonio Molo (* 1674 in Bellinzona; † 2. Juni 1736 ebenda), Doktor der Theologie, Chorherr, er war 1730 unter den Gründern des Ursulinerinnenklosters in Bellinzona[42]
  - Fulgenzio Maria Molo (* um 1685 in Bellinzona; † 8. Mai 1774 ebenda), Vogtstatthalter[42]
  - Domenico Francesco Molo (* 1697 in Bellinzona; † 26. Februar 1765 ebenda), Doktor der Theologie, apostolischer Protonotar, Chorherr 1719, dann Dekan des Kapitels der Stiftskirche Santi Pietro und Stefano von Bellinzona[42]
  - Francesco Molo (* 17. November 1752 in Bellinzona; † 23. Oktober 1833 ebenda), städtischer Rat, Stammvater des Zweigs Molo-Pusterla[42]
  - Carlo Molo (* 11. September 1759 in Bellinzona; † 12. Juli 1809 ebenda), Bruder des Giovanni, Mitglied der provisorischen Regierung von Bellinzona 1798[42]
  - Giovanni Molo (* 13. November 1763 in Bellinzona; † 2. Juli 1833 ebenda), Chirurg, Mitglied des Tessiner Grossrats 1827–1830, der Kommission zur Verfassungsrevision, Kantonsrichter 1829[42]
  - Carlo Francesco Molo (* 19. November 1764 in Bellinzona; † 7. März 1822 ebenda), Advokat, Fiskal und Statthalter unter der Herrschaft der Vögte, er wurde 1798 von Bellinzona ans Helvetisches Direktorium zur Erlangung des Anschlusses der Stadt an die Schweiz abgeordnet; Tessiner Grossrat 1805–1815 und der eidgenössische Tagsatzung in Baden 1808[42]
  - Tranquillo Mollo (1767–1837), Grafiker, Drucker, Musik- und Kunstverleger
  - Antonio Molo (* 13. August 1771 in Bellinzona; † 17. März 1858 ebenda), Spezialkommissär für das Bleniotal 1798; Mitglied der 1803 mit der Einführung der Tessiner Kantonsverfassung beauftragten Kommission, Kommissar der Regierung für den Bezirk Bellinzona 1803[42]
  - Giuseppe Antonio Molo (1789–1857), Jurist, Politiker, Offizier, Tessiner Grossrat und Staatsrat
  - Corrado Molo (1792–1864), Politiker, Journalist und Tessiner Grossrat und Staatsrat
  - Giovanni Mollo (* 17. Dezember 1799 in Bellinzona; † 1883 in Wien), Neffe des Tranquillo, Kunstverleger[51]
  - Andrea Molo (* um 1800 in Bellinzona; † 1879 in Novara), Priester, Professor und Kanoniker der Kathedrale von Novara[52]
  - Constantino Molo (* 24. März 1801 in Bellinzona; † 18. April 1874 ebenda), Sohn des Carlo Francesco, Militär, Major in französischen Diensten 1831, Oberstleutnant im Sonderbundskrieg[42]
  - Gaetano Molo (* 22. Oktober 1814 in Bellinzona; † 10. August 1883 ebenda), Advokat, im Tessiner Grossrat 1852–1855 und von 1863 an, Mitglied des Kantonsgerichts und dessen Präsident 1879[42]
  - Giuseppe Molo (* 22. September 1831 in Bellinzona; † 14. April 1905 ebenda), Advokat, Zeughausdirektor 1858–1877, Tessiner Grossrat 1889, Gemeindepräsident von Bellinzona 1877[42]
  - Carlo Molo (* um 1832 in Bellinzona; † 22. November 1868 ebenda), Priester, Professor am Benediktinerskollegium von Bellinzona, dann am Gymnasium[42]
  - Vincenzo Molo (1833–1904), Bischof, Apostolischer Administrator der Diözese Lugano
  - Valentino Molo (* 26. August 1845 in Bellinzona; † 17. November 1930 ebenda), Kaufmann, Generaldirektor der Eisenbahnen von Siam, Stadtpräsident von Bellinzona, Tessiner Grossrat[53]
  - Romolo Molo (* 15, August 1880 in Bellinzona; † nach 1930 ebenda), Rechtsanwalt und Notar, Kantonsrichter[54]

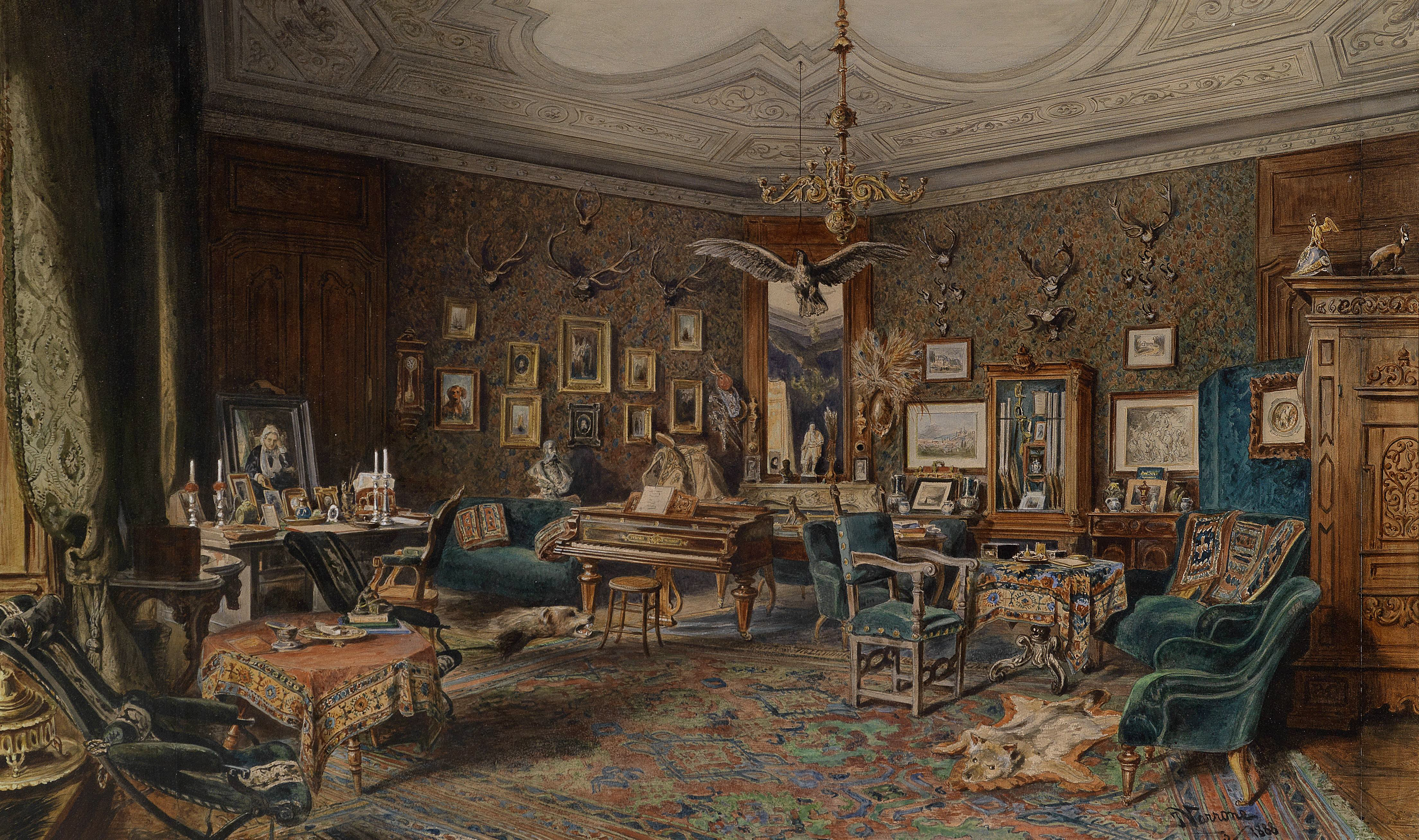
Johann Varrone Herrschaftliches Interieur 1888

- Familie Muggiasca.  aus Valsassina[55]
  - Ambrogio Muggiasca (* um 1380 in Mailand; † 1432 in Bellinzona), Notar und Gewürzhändler[55]
  - Giovanni Muggiasca (* um 1405 in Bellinzona; † nach 1458 ebenda), Unternehmer[56]
  - Taddeo Muggiasca (* um 1407 in Bellinzona; † nach 1458 ebenda), Unternehmer[56]
  - Antonio Muggiasca (* um 1409 in Bellinzona; † nach 1458 ebenda), Rechtsanwalt[56]
  - Bartolomeo Muggiasca (* um 1411 in Bellinzona; † nach 1458 ebenda), Unternehmer, er schuf Eisenverarbeitung im Valle Morobbia[56]
  - Andrea Muggiasca (* um 1413 in Bellinzona; † nach 1458 ebenda), Unternehmer, er schuf Eisenverarbeitung im Morobbiatal[56]
  - Nicolao Muggiasca (* um 1415 in Bellinzona; † nach 1458 ebenda), Unternehmer[56]

- Domenico Paciorini (* um 1610 in Ravecchia (Bellinzona); † nach 1647 ebenda), Stuckateur 1634 schuf er Stuckaturen in der Dreikönigskapelle der Pfarrkirche von Roveredo, von 1639 bis 1640 im Oratorium von Santa Marta in Bellinzona und 1647 in einer Seitenkapelle der Stiftskirche von Bellinzona[57]
- Johann Peregrin von Beroldingen (* um 1615 in Altdorf UR; † nach 1679, vermutlich in Frankreich), 1662 Kommissar zu Bellinzona[58]
- Aemilian Ackermann (* 15. Februar 1718 in Gossau ZH; † 30. Juli 1769 in Bellinzona), Pater, Musiker, Organist, Komponist[59]

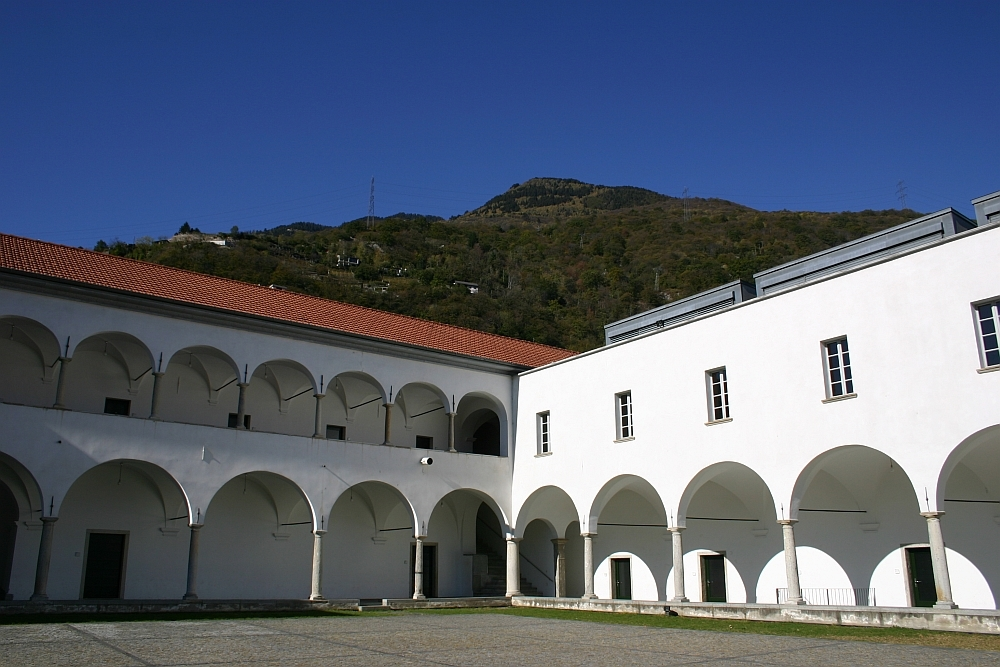
Kloster San Bernardino und Girolamo, Monte Carasso

- Familie de Borgo/de Borghi/de Burgo. [60]
  - Gian Battista de Borgo (* um 1310 in Bellinzona; † 1363 ebenda), Hauptmann im Dienste von François I. bei Neapel und Mailand[61]
  - Gian Giacomo de Borgo (* um 1475 in Bellinzona; † 1532 (vergiftet) in Bergamo), Hauptmann in spanischen Diensten; er machte den neapolitanischen Feldzug mit und war eng verbunden mit Gian Giacomo Medici, genannt Medeghino, dem er das Leben rettete[62][60]
  - Nicolò de Borgo (* um 1500 in Bellinzona; † 1562 ebenda), Sohn des Gian Giacomo, Hauptmann im Dienste der Republik Venedig[63][60]
  - Camillo de Borgo (* um 1520 in Bellinzona; † nach 1573 ebenda), Hauptmann in französischen Diensten in Piemont und Flandern, dann unter des Herzogs von Ferrara, nahm teil an der Schlacht bei Paliano (1557). Er war einer der Gesandten der eidgenössischen Orte beim Papst[64][60]
  - Tiberio de Borgo (* um 1520 in Bellinzona; † 1580 ebenda), Hauptmann in Diensten der Republik Venedig, Ritter des goldenen Sporns[65][60]
  - Ettore de Borgo (* um 1525 in Bellinzona; † 1588 ebenda), Ritter vom güldenen Sporns[60]
  - Carlo Borgo (* 1711 in Bellinzona; † nach 1734 ebenda), Priester, Kaplan des Infanten Don Philipp von Spanien, Herzogs von Parma[60]

- Familie Gabuzzi. [66]
  - Antonio Gabuzzi (* um 1510 in Bellinzona; † um 1570 in Carasso), Priester, Pfarrer von Carasso
  - Maria Luigia Gabuzzi (* 1680 in Bellinzona; † 1756 im Monte Carasso), Äbtissin des Klosters San Bernardino von Monte Carasso
  - Giuseppa Matilde Gabuzzi (* 1724 in Bellinzona; † 1774 ebenda), Oberin der Ursulinen von Bellinzona
  - Pietro Giuseppe Gabuzzi (* 1778 in Bellinzona; † 1849 ebenda), Arzt, Politiker
  - Gaetano Pietro Luigi Gabuzzi (* 1810 in Bellinzona; † 1892 ebenda), Kanoniker der Stiftskirche Santi Pietro e Stefano in Bellinzona
  - Luigi Gabuzzi (* 7. August 1812 in Bellinzona; † 20. Januar 1894 ebenda), Advokat, Tessiner Grossrat und Wohltäter[66][67]
  - Stefano Gabuzzi (1848–1936), Jurist, Tessiner Grossrat, Staatsrat und Ständerat der Freisinnig-Demokratischen Partei (FDP).

- Familie Bonzanigo. [68][69]
  - Stefano da Bonzanigo (ab 1454 und 1477 bezeugt), Mitglied der Nachbarschaft Bellinzona
  - Carlo Bonzanigo (* um 1765 In Bellinzona; † nach 1798 ebenda), Politiker
  - Giuseppe Maria Bonzanigo (* 1744 in Asti; † 18. Dezember 1820 in Turin), Steinhauer und Holz- und Elfenbeinschnitzer[70][69][68]
  - Giovanni Battista Bonzanigo (1769–1841), Richter, Tessiner Grossrat, Tessiner Staatsrat, Landammann, Stadtpräsident von Bellinzona
  - Rocco Bonzanigo (1809–1881), Politiker, Gemeindepräsident von Bellinzona, Grossrat und Nationalrat
  - Pietro Bonzanigo (* um 1811 in Bellinzona; † nach 1863 ebenda), Ingenieur, Politiker[69]
  - Filippo Bonzanigo (1839–1904), Anwalt, Tessiner Grossrat, Staatsrat und Nationalrat
  - Fulgenzio Bonzanigo (* 1842 in Bellinzona; † 1911 ebenda), Ingenieur[68]
  - Agostino Bonzanigo (* 1845 in Bellinzona; † 1936 ebenda), Politiker, Tessiner Staatsrat[71][69]
  - Rodolfo Bonzanigo (* 31. Oktober 1866 in Bellinzona; † 3. März 1904 ebenda), Jurist, Journalist, Politiker[72]
  - Alessandro Carlo Bonzanigo (* 7. November 1868 in Bellinzona; † 8. Juni 1829 ebenda), Ingenieur tätig in Sizilien, Sardinien, Budapest, Präsident des Verwaltungsrats der Kantonalbank[73]
  - Carlo Bonzanigo (* 7. September 1869 in Bellinzona; † 26. Februar 1931 in Basel), Ingenieur, Präsident der Schifffahrtsgesellschaft auf dem Rhein[74]
  - Angelo Bonzanigo (* 1870 in Bellinzona; † nach 1921 ebenda), Advokat, Politiker[68]
  - Elena Bonzanigo (1897–1974), Schriftstellerin, Dichterin

- Familie Bruni.  aus Olivone[75][76]
  - Francesco Bruni (* um 1760 in Bellinzona; † nach 1803 ebenda), Advokat in Bellinzona[75]
  - Germano Bruni (* 23. Oktober 1781 in Bellinzona; † 15. April 1856 ebenda), an der Revolution von Giubiasco beteiligt, Richter[75]
  - Ernesto Bruni (* 14. Oktober 1815 in Bellinzona; † 16. Januar 1898 ebenda), Advokat, Politiker[77]
  - Guglielmo Bruni (* 1835 in Bellinzona; † nach 1893 ebenda), Advokat, Politiker[75]
  - Germano Bruni (* 23. November 1850 in Bellinzona; † 6. Dezember 1932 ebenda), Advokat, Politiker[78]

- Familie Varrone.  aus Pallanza[79]
  - Cristoforo Varrone (* um 1405 in Bellinzona; † 1479 ebenda), von 1430 bis 1479 Kanzler von Bellinzona[80]
  - Pietro Varrone (* um 1440 In Bellinzona; † vor 1511 ebenda), Advokat, Politiker
  - Bartolomeo Varrone (* um 1660 in Bellinzona; † nach 1665 ebenda ?), Söldnerhauptmann
  - Teodoro Varrone (* 4. Juni 1661 in Bellinzona; † vor 27. April 1738 ebenda), Statthalter des Landvogts, Oberwachtmeister der Vogtei[81]
  - Giovanni Giacomo Varrone (* 2. Dezember 1756 in Bellinzona; † nach 1813 ebenda), Advokat, Politiker[79]
  - Johann Varrone (italienisch Giovanni Battista Varrone), (1832–1910), Landschaftsmaler, Aquarellist und Lithograf

- Familie Chicherio. [82]
  - Fulvio Chicherio (* 1577 in Bellinzona; † nach 1609 ebenda), Chorherr am Kapitel der Kollegiatkirche Bellinzona
  - Carlo Giuseppe Chicherio (17. Jahrhundert), Hauptmann im Schweizerregiment von Reding im Dienste Spaniens
  - Giuseppe Chicherio (17. Jahrhundert), Oberstleutnant im Regiment Ehrle
  - Giovanni Battista Chicherio (* um 1600 in Bellinzona; † nach 1668 ebenda), Ritter des Goldenen Sporns[83]
  - Virginio Chicherio (* um 1603 in Bellinzona; † nach 1668 ebenda), Arzt, Wohltäter, Ritter des Goldenen Sporns[84]
  - Taddeo Maria Chicherio (* um 1640 in Bellinzona; † nach 1677 ebenda), apostolischer Kommissar
  - Andrea Chicherio (* um 1675 in Bellinzona; † nach 1608 ebenda), Arzt, Ritter des Goldenen Sporns
  - Tranquillo Chicherio (* 1675 in Bellinzona; † 1741 ebenda), von ihm stammt der Zweig der Chicherio-Sereni ab
  - Carlo Francesco Chicherio (* 23. November 1688 in Bellinzona; † 24. Dezember 1757 ebenda), von Bellinzona, Erzpriester[85]
  - Giovanni Battista Chicherio (* um 1699 in Mistras; † 1762 in Rivolta d’Adda), Geistlicher, Somasker, Rektor, Grammatiker, Hagiograph, Publizist[86]
  - Gian Francesco Chicherio (* um 1700 in Bellinzona; † nach 1783 ebenda), Erzpriester von Bellinzona
  - Fulgenzo Chicherio (* um 1750 in Bellinzona; † nach 1785 ebenda), Violinist[87]
  - Carlo Francesco (* 1763 In Bellinzona; † 1824 ebenda), Chorherr, Politiker
  - Antonio Chicherio (* um 1770 in Bellinzona; † Dezember 1803 in Málaga), Flötist und Klarinettist[88]
  - Floriano Antonio Chicherio (* 1781 in Bellinzona; † 1857 ebenda) von ihm leitet sich die Linie der Chicherio-Scalabrini ab[82]
  - Basilio Chicherio (* 17. Oktober 1784 in Bellinzona; † 26. Juni 1829 ebenda), Militär, Hauptmann in Spanien und Holland[89]
  - Fulgenzio Chicherio (* 7. Oktober 1827 in Bellinzona; † 6. Juni 1907 ebenda), Jurist[90]

- Familie Tatti.  aus Varese[91]
  - Cristoforo Tatti (* um 1410 in Bellinzona; † nach April 1483 ebenda), Statthalter des herzoglich-Mailänder Hauptmanns und Kanzler (Landschreiber) in Bellinzona[92]
  - Andreolo Tatti (* um 1412 in Bellinzona; † nach 1468 in Pollegio), Prior des Spitals von Pollegio[91]
  - Battista Tatti (* um 1414 in Bellinzona; † nach 1478 in Biasca), Podestà von Biasca[91]
  - Giovanni Tatti (* um 1416 in Bellinzona; † nach 1457 ebenda), er hatte Nachkommen in Biasca und Bellinzona[91]
  - Nicolao Tatti (* um 1438 in Bellinzona; † nach 1499 ebenda), Anwalt und Notar, Stadtrat und Statthalter[91]
  - Giovanni Giacomo Tatti (* 1638 in Bellinzona;um 1690 ebenda), Statthalter und Stifter der Privatkapelle der Familie in Pedevilla (Giubiasco)[91]
  - Andrea Tatti (* 1658 in Bellinzona; † 1739 in Einsiedeln), Benediktiner und Brüderinstruktor in Einsiedeln[91]
  - Francesco Tatti (* 1770 in Bellinzona; † 1827 ebenda), Benediktiner in Abtei Einsiedeln und Lehrer am Kollegium Bellinzona[91]
  - Andrea Tatti (* 1848 in Bellinzona; † um 1910 ebenda), Richter am Kantonsgericht und Tessiner Grossrat[91]

- Familie Ghiringhelli. [93][94]
  - Pagano Ghiringhelli (* um 1380 in Bellinzona; † nach 1464 ebenda), Erzpriester von Bellinzona 1417 an der Spitze des Kapitels Bellinzona[93]
  - Bartolomeo Ghiringhelli (* um 1440 in Bellinzona, erwähnt seit 1475; † nach 1503 ebenda), Mitglied des Rats von Bellinzona[69][93]
  - Cristoforo Ghiringhelli (* um 1445 in Bellinzona; † nach 1476 ebenda), Notar der Gemeinde[69][93]
  - Gabriele Ghiringhelli (* um 1450 in Bellinzona; † 1490 ebenda), Militäringenieur arbeitete am Umbau der Murata von Bellinzona[93]
  - Andrea Ghiringhelli (* um 1452 in Bellinzona; † 1524 ebenda), Arzt, Gesandter Bellinzonas in Mailand und bei den eidgenössischen Orten[95]
  - Franceschino Ghiringhelli (* um 1458 in Bellinzona; 1508 ebenda), Anführer der Sforza-Partei in Bellinzona, Mitglied des Gemeinderats[96]
  - Benedetto Ghiringhelli (* um 1510 in Bellinzona, erwähnt 1541; † 1567 ebenda), Gesandter der Vogtei Bellinzona zu den drei Orten[97]
  - Pietro Martire Ghiringhelli (* um 1512, erwähnt zwischen 1540 und 1550 in Bellinzona; † nach 1550 ebenda), Militär im Heer von Fernando Gonzaga und Zollpächter in Bellinzona[93][98]
  - Giovanni Antonio Ghiringhelli (* um 1550, 1580 erstmals erwähnt in Bellinzona; † 1632 ebenda), Notar, war Kanzler der Vogtei Bellinzona[99]
  - Carlo Agostino Ghiringhelli (* um 1640 in Bellinzona; † 1706 ebenda), Notars und Kanzlers, Ritter, Kanzler der Stadtgemeinde und Vogtei Bellinzona[93][100]
  - Vittore Giuseppe Maria Ghiringhelli (* 6. November 1774 in Bellinzona; † nach 1814 ebenda), Sekretär der provisorischen Regierung von Bellinzona 1798, Staatskanzler 1814[93][101]
  - Paolo Ghiringhelli (1778–1861), Benediktiner und Statthalter, Mitglied der Akademie der Naturwissenschaften Schweiz
  - Giuseppe Ghiringhelli (* 18. September 1814 in Bellinzona; † 11. Februar 1886 ebenda), Priester, Kanoniker der Kollegiatkirche Pietro e Stefano in Bellinzona, Journalist, Redakteur der Blätter L’Almanacco del Popolo Ticinese und der Zeitung la Democrazia, Politiker[102][103]

- Familie Mariotti. 

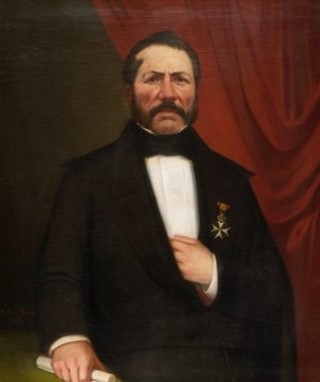
Louis Wyrsch gemalt von Karl Georg Kaiser

  - Giovanni Mariotti (1791–1864), Jurist, Tessiner Grossrat, Staatsrat, Gemeindepräsident von Bellinzona[104]
  - Agostino Mariotti (* 1817 in Bellinzona; † 5. August 1890 ebenda), Militär, kantonaler Landjägerskommandant[104]
  - Damiano Mariotti (* 1. Oktober 1817 in Bellinzona; † 11. Oktober 1878 ebenda), Militär, Hauptmann, Kantonsrichter, Staatsrat[104]
  - Giuseppe Mariotti (* 1819 ? in Bellinzona; † 1883 ebenda), Militär, Bataillonskommandant, Tessiner Grossrat[104]
  - Enrico Mariotti (* 1855 in Bellinzona; † 23. März 1906 ebenda), Geisel die am Tessiner Putsch (1891) teilnahm[104]

- Andrea Neuroni (* um 1470 in Bellinzona; † nach 1512 ebenda), Abgeordneter der Stadt an die regierenden Orte
- Bernardino Ruginelli (* um 1525 in Bellinzona, erstmals erwähnt 1557; † vor dem 28. Juni 1579 ebenda), Diplomat im Dienst des Kirchenstaats, Ritter vom güldenen Sporn[105]
- Luigi Andreazzi (* um 1770 in Bellinzona; † nach 1814 ebenda), Postmeister, Politiker[106]
- Giovanni Andreazzi (* um 1770 in Bellinzona; † nach 1813 ebenda), Politiker[106]
- Louis Wyrsch (1793–1858), Schweizer Politiker und Militärkommandant
- Giovanni Jauch (1806–1877), Politiker, Gemeindepräsident von Bellinzona, Grossrat, Nationalrat, Ständerat und Staatsrat
- Francesco Jauch (* 22. April 1815 in Bellinzona; † nach 1880 in Amerika), Militär, Bataillonskommandant in Tirol gegen Österreich[107]
- Giuseppe Fratecolla (* 18. April 1818 in Bellinzona; † 26. Oktober 1873 in Sementina), Notar, Tessiner Grossrat, Ständerat, Oberst[108]
- Giuseppe von Mentlen (* 10. April 1829 in Bellinzona; † 1. März 1900 ebenda), Anwalt, Richter des Appellationsgerichts, Tessiner Staatsrat[109]
- Carlo von Mentlen (* 23. Juli 1830 in Bellinzona; † 17. Februar 1906 ebenda), Politiker, Tessiner Grossrat, Nationalrat, Major der Schweizer Armee[110][111]
- Giovanni Antognini (* 1834 in Bellinzona; † 1901 ebenda), Politiker[112]
- Carlo Colombi (* um 1835 in Mailand; † um 1900 in Bellinzona), Typo-Lithografen und Inhabers einer Druckerei in Bellinzona[113]
- Rinaldo Simen (1849–1910), Journalist, Politiker, Freidenker, Tessiner Staatsrat und Ständerat der Freisinnig-Demokratischen Partei (FDP)[114]
- Enrico Forni (* 1849 in Bellinzona; † 1. September 1905 ebenda), Erzpriester von Bellinzona und Dekan[115]
- Giuseppe Mariani (* 15. April 1850 in Bellinzona; † 2. März 1933 in Muralto), Naturwissenschaftler[116]

#### 1851 bis 1900
- Familie Colombi. 
  - Luigi Colombi (* 10. August 1851 in Bellinzona; † 18. Dezember 1927 ebenda), Doktor der Rechte, Politiker, Tessiner Grossrat, Staatsrat[117]
  - Emilio Colombi (* 1. November 1860 in Bellinzona; † Januar 1947 in Mailand), Journalist, Politiker, kämpfte er für den Sieg des Faschismus, Mitarbeiter der Zeitschrift L’Adula, und er wegen Hochverrats verhaftet wurde
  - Plinio Colombi (1873–1951), Kunstmaler und Grafiker von Arnold Böcklin und vor allem von Ferdinand Hodler beeinflusst

- Familie Tatti. 
  - Riccardo Tatti (* um 1860 in Bellinzona; † nach 1902 in Rio de Janeiro ?), Violinist und Komponist[118]
  - Pierino Tatti (* 23. Mai 1893 in Quinto TI; † 7. April 1963 in Bellinzona), Amtsarzt in Bellinzona, Gemeindepräsident von Giubiasco, ab 1932 Gemeinderat und Stadtpräsident von Bellinzona, Tessiner Grossrat, Nationalrat[119]

- Familie Bonzanigo. 

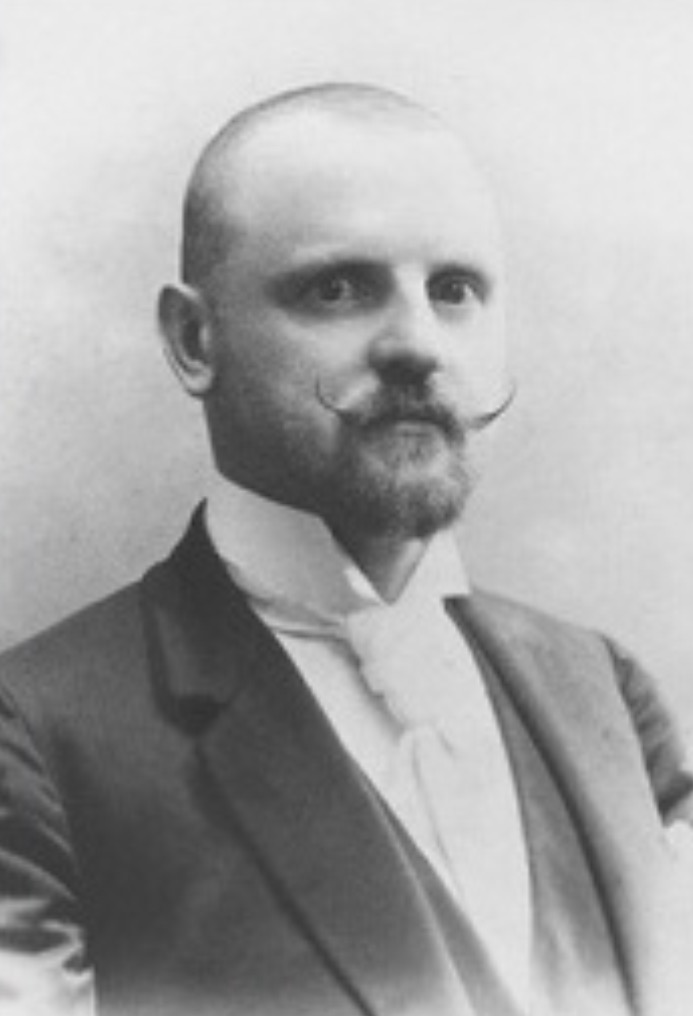
Carlo Salvioni

  - Rodolfo Bonzanigo (* 31. Oktober 1866 in Bellinzona; † 3. März 1904 ebenda), Jurist, Journalist, Politiker[68]
  - Angelo Bonzanigo (* 1870 in Bellinzona; † nach 1921 ebenda), Advokat, Politiker[68]
  - Elena Bonzanigo-Hoppeler (* 18. Februar 1897 in Bellinzona; † 1. November 1974 in Locarno), Schriftstellerin, Dramatikerin, Präsidentin des Lyceums della Svizzera italiana[120][121]

- Michele Carmine (* 12. Februar 1854 in Bellinzona; † 30. Oktober 1894 ebenda), Kunstmaler malte Landschaften, Nakte, Porträts von verschiedenen politischen Persönlichkeiten, allegorische und religiöse Themen, Bildliche Ausschmückung mehrerer Kirchen im Tessin. Ab 1889 war er in Argentinien tätig.[122][123]
- Tommaso Pagnamenta (1855–1930), Anwalt, Politiker[124]
- Carlo Eugenio Pioda (* 9. Oktober 1855 in Bellinzona; † 9. Juli 1940 in Sant’Egidio, Ortsteil von Perugia), Sohn des Giovanni Battista Pioda, Unternehmer, Genealoge[125]
- Luigi Sacchi (* 23. April 1856 in Bellinzona; † nach 1891 in Mailand ?), Maler schuf Porträts, Genrebilder und Landschaften[126]

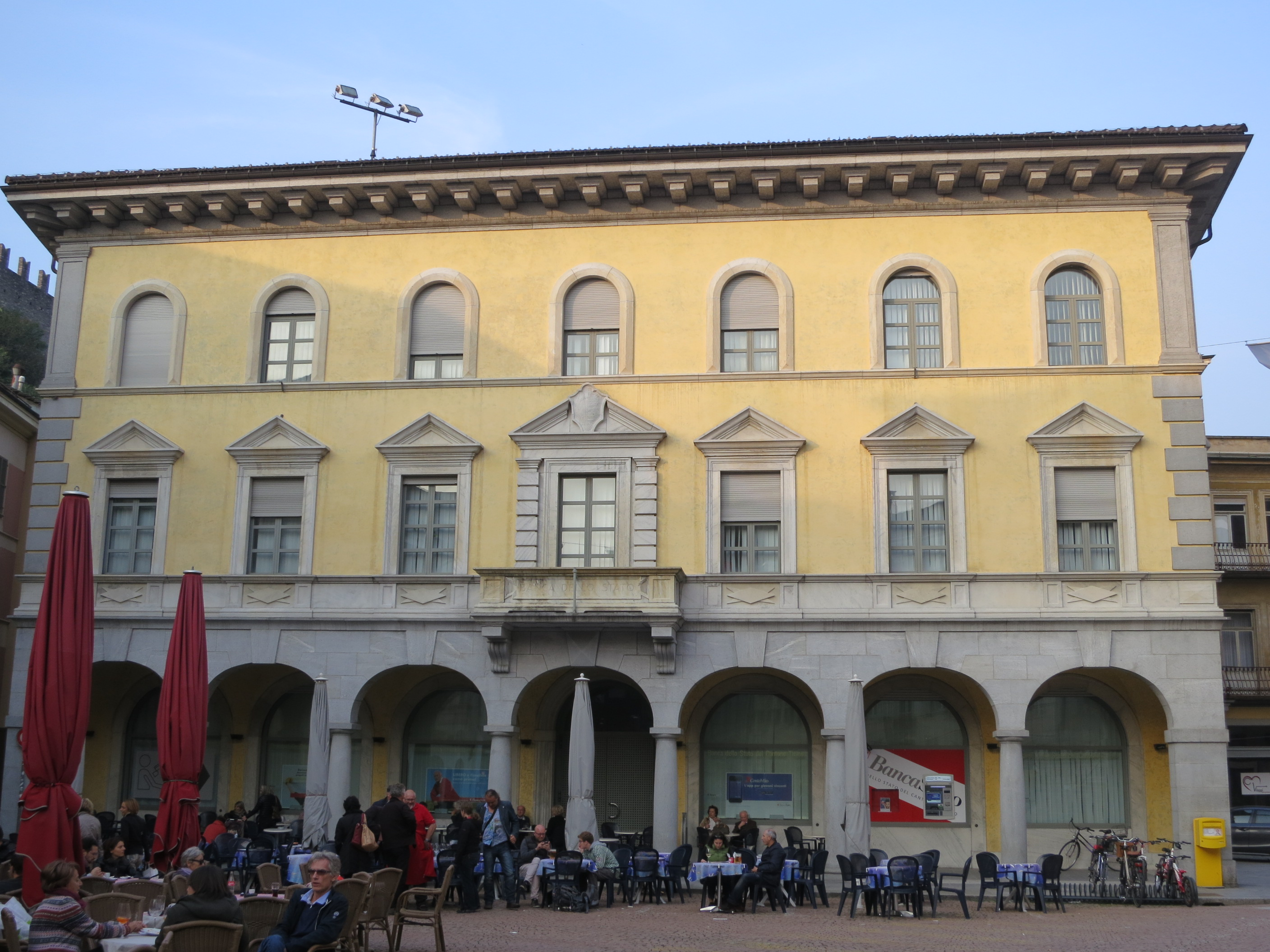
Palast der Banca dello Stato del Cantone Ticino, Bellinzona

- Maurizio Conti (Sohn) (1857–1942) war ein Schweizer Architekt. Sein Vater Maurizio Conti war ebenfalls Architekt.
- Carlo Salvioni (1858–1920), Romanist, Hochschullehrer und Dialektologe.
- Alfonso Chicherio-Sereni (* 19. September 1859 in Bellinzona; † 26. Dezember 1918 ebenda), Tessiner Grossrat, Nationalrat, Oberstleutnant[127][128]
- Arnoldo Olgiati (* 5. August 1862 in Bellinzona; † 22. März 1924 ebenda), Direktor des XI. Postkreises[129]

- Familie Antognini.
  - Giuseppe Antognini (* 25. August 1862 in Bellinzona; † 19. Mai 1936 ebenda), Priester, Dozent am Collegio Papio in Ascona, Domherr von Lugano, Journalist, Gründer des Monitore ecclesiastico[130]
  - Francesco Antognini (* 28. September 1863 in Bellinzona; † 8. Juni 1953 ebenda), Anwalt, Tessiner Grossrat und Nationalrat[131][132]
  - Secondo-Vittorio Antognini (* 23. August 1877 in Bellinzona; † 30. Dezember 1958 ebenda), Ingenieur, Nationalrat[133][134]
  - Isidoro Antognini (* 20. Februar 1878 in Chiasso; † nach 1929 in Bellinzona), Präsident des eidgenössische Schützenfests in Bellinzona[133]

- Carlo Carmine (* 30. Dezember 1862 in Bellinzona; † 7. Februar 1921 ebenda), Bildhauer, Medailleur[135][136]
- Giuseppe Stoffel (* 22. April 1863 (Joseph Wilhelm Silvio) in Bellinzona; † 29. Juli 1929 in Zürich), Präsident der Banca dello Stato del Cantone Ticino, Tessiner Grossrat, Nationalrat, Oberstleutnant[137]
- Emilio Mariotta (* 29. April 1864 In Bellinzona; † 3. Januar 1931 ebenda), Glasmaler tätig in Ravecchia und Bellinzona[138]
- Giuseppe Bonalini (* 26. Mai 1869 in Bellinzona; † 8. September 1938 in Mailand), Kunstmaler malte Sakrale und historische Szenen und Porträts[139]
- Remo Patocchi (* 24. Januar 1876 in Bellinzona; † 31. August 1953 in Faido), Post- und Telegraphen Beamter, Landschaftsmaler[140][141]
- Camillo Rusconi (* 18. November 1878 in Bellinzona; † 1970 ebenda), Landschaftsmaler, Porträtist[142]
- Bruno Bruni (* 1879 in Bellinzona; † nach 1919 ebenda), Advokat, Politiker[75]
- Mario Jäggli (1880–1959), Naturforscher, Pädagoge, Rektor, Publizist und Kulturschaffender
- Augusto Sartori (* 14. Mai 1880 in Giubiasco; † 2. März 1957 in Bellinzona) Kunstmaler[143]
- Erminio Flori (* 1885 in Bellinzona; † 1963 in Mailand), Pionier der Aerostatik. Der Bürger von Bellinzona begann seine Aufstiege im Jahr 1906. Er machte 158 davon, beförderte 682 Passagiere und 1.056 Stunden geflogen. Vor 50 Jahren brach er den italienischen Rekord, indem er 54 Stunden lang mit seinem Ballon in der Luft blieb. Er war der einzige Tessiner Heißluftballon und Luftschiff
- Arminio Janner (1886–1949), Hochschullehrer an der Universität Basel und Publizist
- Angela Musso-Bocca (* 1886 in Bellinzona; † 17. April 1957 ebenda), Lehrerin, Schriftstellerin[144]
- Laura Gianella (* 4. März 1888 in Bellinzona; † 3. Januar 1979 in Comprovasco), Gymnasiallehrerin, Schriftstellerin[145]
- Cesare Mazza (* 20. Juni 1889 in Verscio; † 19. Oktober 1953 in Bellinzona), Politiker, Tessiner Grossrat, Staatsrat[146]
- Antonio Antognini (* 22. Juli 1893 in Bellinzona; † 1. Juni 1972 ebenda) Anwalt, Notar, Politiker[147][148]
- Cândido Bento Maria Penso (1895–1959), römisch-katholischer Ordensgeistlicher, Bischof von Goiás
- Mario Gualzata (1897–1969), Sprachwissenschaftler und Heimatforscher
- Franco Brenni (1897–1963), Konsul, Diplomat, Botschafter in Lissabon
- Peppo Casella (* 10. August 1897 in Bellinzona; † 11. April 1980 ebenda), Arzt, Präsident der Unione popolare cattolica ticinese[149]
- Alberico Giuseppe Agnelli (* 15. September 1898 in Bellinzona; † 25. Dezember 1971 ebenda), Komponist[150]

#### 1901 bis 1950
- Felicina Colombo (* 14. April 1901 in Bellinzona; † 14. April 1983 in Ascona), Inspektorin für die Vorschuleinrichtungen (case dei bambini), Prorektorin des Lehrerinnenseminars von Locarno, sie leitete Kinder- und Jugendsendungen am Radio svizzera di lingua italiana[151]
- Baldo Carugo (* 7. Januar 1903 in Bellinzona; † 12. April 1930 ebenda), Kunstmaler, Grafiker schuf Graffito, Fresko, Wanddekoration, Illustration und Keramikmalerei und Malen mit sozialer Absicht[152][153]
- Giovanni Induni (* 2. September 1903 in Carasso (heute Gemeinde Bellinzona); † 27. Mai 1977 in Lugano), Elektroingenieur an der ETH Zürich, Erfinder[154]
- Plinio Arminio Colombi (* 6. Mai 1904 in Bern; † 12. März 1985 in Murten), aus Bellinzona, Sohn und Schüler des Malers und Grafikers Plinio Colombi. Er malte Meerbilder und Schweizer Landschaften[155]
- Rosetta Leins (* 5. Juni 1905 in Bellinzona; † 24. Dezember 1966 in Muralto), Künstlerin, Malerin und Illustratorin. Sie malte Landschaften, architektonische Themen, Stillleben, allegorische und religiöse Themen[156][157]
- Rezia Tencalla Bonalini (* 28. Februar 1906 in Bellinzona; † 7. August 1986 in Cademario (Kurhaus)), Journalistin für die Zeitungen Corriere del Ticino, Gazzetta Ticinese, Radio Monteceneri (La Pagina della donna ), Politikerin, Mitglied des Movimento sociale femminile[158][159]
- Plinio Verda (* 2. September 1907 in Bellinzona; † 26. April 1983), aus Bissone, Anwalt, Journalist, Politiker (FDP), Direktor der Zeitung Il Dovere, Publizist und Polemiker[160]
- Lucia Sinforosa Lattmann-Amrein (* 8. September 1907 in Bellinzona; † 24. August 1999 in Brissago), Malerin malte Blumen, Bildnisse und Tessiner Landschaften und wohnte in Ronco sopra Ascona[161]
- Olga Induni (* 29. September 1907 in Bellinzona; † 8. Oktober 1998 in Corzoneso), Autodidaktischer Malerin schuf Keramische Malerei und wohnte in Leontica[162]
- Otto Scherri (* 22. November 1908 (Andrea Ottorino) in Arbedo-Castione; † 2. Juli 1978 in Bellinzona), Transportunternehmen, mehrmals Präsident des Fussballclubs Bellinzona[163]
- Lidia Solari (* 28. März 1909 in Bellinzona; † 12. Oktober 2006 in Tenero), aus Faido, Politikerin wohnte in Bellinzona[164]
- Ferruccio Bolla (* 25. Januar 1911 in Bellinzona; † 5. April 1984 in Lugano), Sohn des Arnaldo, Politiker, Stadtrat von Bellinzona, Ständerat[165]
- Emilio Agostinetti (* 27. Februar 1912 in Bellinzona; † 5. August 1983 ebenda), Journalist, Politiker, Tessiner Grossrat, Nationalrat[166]
- Mario Fanconi (* 23. Juli 1912 in Bellinzona), Maler[167]
- Roman Muntwyler (* 7. April 1913 in Bellinzona), Maler, Wandmaler und Grafiker
- Paolo Longinotti (* 6. September 1913 in Bellinzona; † 1. Februar 1963 in Genf), Trompeter, Komponist, Dirigent[168][169]
- Ottorino Olgiati (* 13. September 1913 in Bellinzona; † 3. Juni 1972 in Locarno), Künstler, Maler und Restaurator. Er studierte an der Accademia di Belle Arti di Brera in Mailand[170]
- Alberto Salvioni (* 12. Januar 1915 in Ravecchia (Bellinzona); † 4. Januar 1987 in Rojales), Maler, Grafiker[171][172]
- Stelio Molo (* 14. Februar 1916 in Bellinzona; † 5. November 1995 in Lugano), Advokat, Leiter des Senders Radio Monteceneri, Generaldirektor der SRG SSR[173]
- Mario Casanova (* 27. Dezember 1916 in Bellinzona; † 30. Januar 1986 in Bern), aus Ligornetto, Journalist, Bundeshauskorrespondent für das Radio svizzera di lingua italiana, Präsident des Berner Pressevereins[174]
- Roberto Carugo (* 15. April 1917 in Bellinzona; † 16. August 2010 in Muralto), Oberst der Schweizer Armee, Militärattaché in Rom, Dialektdichter als Berto da Noca[175]
- Didier Wyler (* 3. August 1917 in Bellinzona; † 23. Februar 1982 in Brissago TI), Politiker (SP), Tessiner Grossrat und Nationalrat[176]
- Guido Locarnini (* 16. Januar 1919 in Bellinzona; † 12. November 2019 in Lugano), aus Monte Carasso, Sohn des Nicola, studierte in Bern, wo er 1946 in Germanistik doktorierte, Leiter der Zeitung Corriere del Ticino[177]
- Maria Amadini (* 22. Dezember 1919 in Bellinzona; † 14. Juni 2004 ebenda), Opernsängerin, wohnte in Bellinzona[178][179]
- Franco Ponti (1921–1984), Schweizer Architekt
- Giuseppe Bolzani (1921–2002), Maler, Graphiker, Dozent im Lehrerseminar in Locarno
- Nelia Della Rosa (* 19. Jun 1922 in Bellinzona; † Juli 2006 ebenda), Künstlerin, Keramikerin und Malerin[180]
- Alice Ceresa (1923–2001), Autorin

Pier Felice Barchi Nationalrat

- Franco Zorzi (1923–1964), Jurist, Staatsanwalt, Politiker (FDP) und Tessiner Staatsrat
- Valeria Mazzoni-Borsa (* 28. Oktober 1923 in Bellinzona; † 3. März 2007 in Locarno), Künstlerin, Bildhauerin schuf Akte, dekorative Terrakotta-Figuren und Skulpturen mit religiösen Themen; sie wohnte in Locarno[181]
- Maria Antoniette Terribilini-Fluck (* 22. Dezember 1925 in Bellinzona; † 30. September 2011 in Sorengo), Journalistin, Politikerin[182]
- Fulvio Antognini (* 1. Februar 1926 in Bellinzona; † 20. August 2001 in Lausanne), Anwalt und Notar, Politiker, Tessiner Grossrat, Mitglied des Bundesgerichts in Lausanne[183]
- Sergio Salvioni (1927–2017), Rechtsanwalt, Notar, Politiker, Tessiner Grossrat, Nationalrat und Ständerat wohnte in Locarno
- Guido Pedroli (1928–1962), Pädagoge und Politiker (SP)
- Argante Righetti (* 21. Dezember 1928 in Bellinzona; † 14. November 2020 ebenda), Anwalt, Politiker (FDP), Tessiner Staatsrat, Tessiner Grossrat[184]
- Pier Felice Barchi (1929–2018), Anwalt, Politiker (FDP), Tessiner Grossrat, Nationalrat
- Giorgio Cimasoni (* 1933 in Bellinzona; † 28. Februar 2008 in Onex), Professor für orale Physiopathologie und Parodontologie an der medizinischen Fakultät in Genf, Schriftsteller[185]
- Giuseppe Pasotti (fra’ Roberto) (* 13. September 1933 in Bellinzona), Kapuziner, Maler, Glasmaler und Grafiker[186][187]
- Marco Baggiolini (* 1936), Immunologe, Biochemiker, Hochschullehrer und Gründungspräsident der Università della Svizzera italiana
- Raffaello Ceschi (* 8. Juni 1936 in Bellinzona; † 19/20. Juni 2013 ebenda), aus Centovalli, Dozent, Historiker, Forscher, Publizist, Redaktor des Archivio Storico Ticinese, kantonaler Expert für die Geschichtsunterricht, Direktor des Archivio di Stato del Cantone Ticino, Dozent an der Universität Pavia[188][189][190]
- Pier Augusto Albrici (1936–2022), Offizier und Militärhistoriker. Er war Oberst und Chef der Abteilung Territorialdienst in der Untergruppe Logistik des Stabes der Gruppe für Generalstabsdienste.
- Enea Tallone (* 1937 in Bellinzona; † 14. Juli 2019 ebenda), Maler, Zeichner[191]
- Donato Spreafico (* 3. Mai 1938 in Bellinzona), Maler, Zeichner malte Stillleben und Landschaften[192][193]
- Cesare Lucchini (* 10. Juli 1941 in Bellinzona), Maler malte Stillleben, Landschaften, Interieurs, Atelierszenen und neo-informelle Malerei[194][195]
- Claudio Nembrini (* 1941 in Bellinzona), Journalist, Schriftsteller und Autor von Fernsehdokumentationen[196]
- Dick Marty (1945–2023), Rechtsanwalt, Politiker (FDP) und Staatsanwalt des Kantons Tessin
- Giorgio Carmine (* 8. Februar 1945 in Bellinzona), Kunstmaler, Glasmaler schuf Retrovision art[197]
- Renato Berta (* 1945), Schweizer Kameramann, 2014 Deutscher Kamerapreis (Ehrenpreis für das Lebenswerk)
- Marzio Banfi (* 31. Oktober 1945 in Bellinzona), Kunstmaler, Bildhauer, Serigraph und Schriftsteller. Seit 1985 nimmt er jährlich an der Fiera del piccolo quadro im Kunstzentrum San Vidal in Venedig teil[198]
- Andrea Ghiringhelli (* 1947 in Bellinzona), Doktor der moderne Geschichte, ehemaliger Direktor des Archivio storico ticinese, Historiker, Publizist[199]
- Loredana Pacciorini Schlegel (* 20. Juni 1948 in Bellinzona; † 5. April 2016 in Varazze), Politikerin SP, wohnte in Bellinzona[200]
- Giordano Zeli (* 25. August 1950 in Bellinzona), Sohn des Zahnarzt Bruno und dessen Ehefrau Alma Bacciarini, Nationalrätin, Anwalt, Generalvertreter der Helvetia Versicherung für Kanton Tessin und Misox, Luxusautosammler[201]
- Renzo Rota (* 16. November 1950 in Bellinzona), Komponist[202][203]

#### 1951 bis 2000

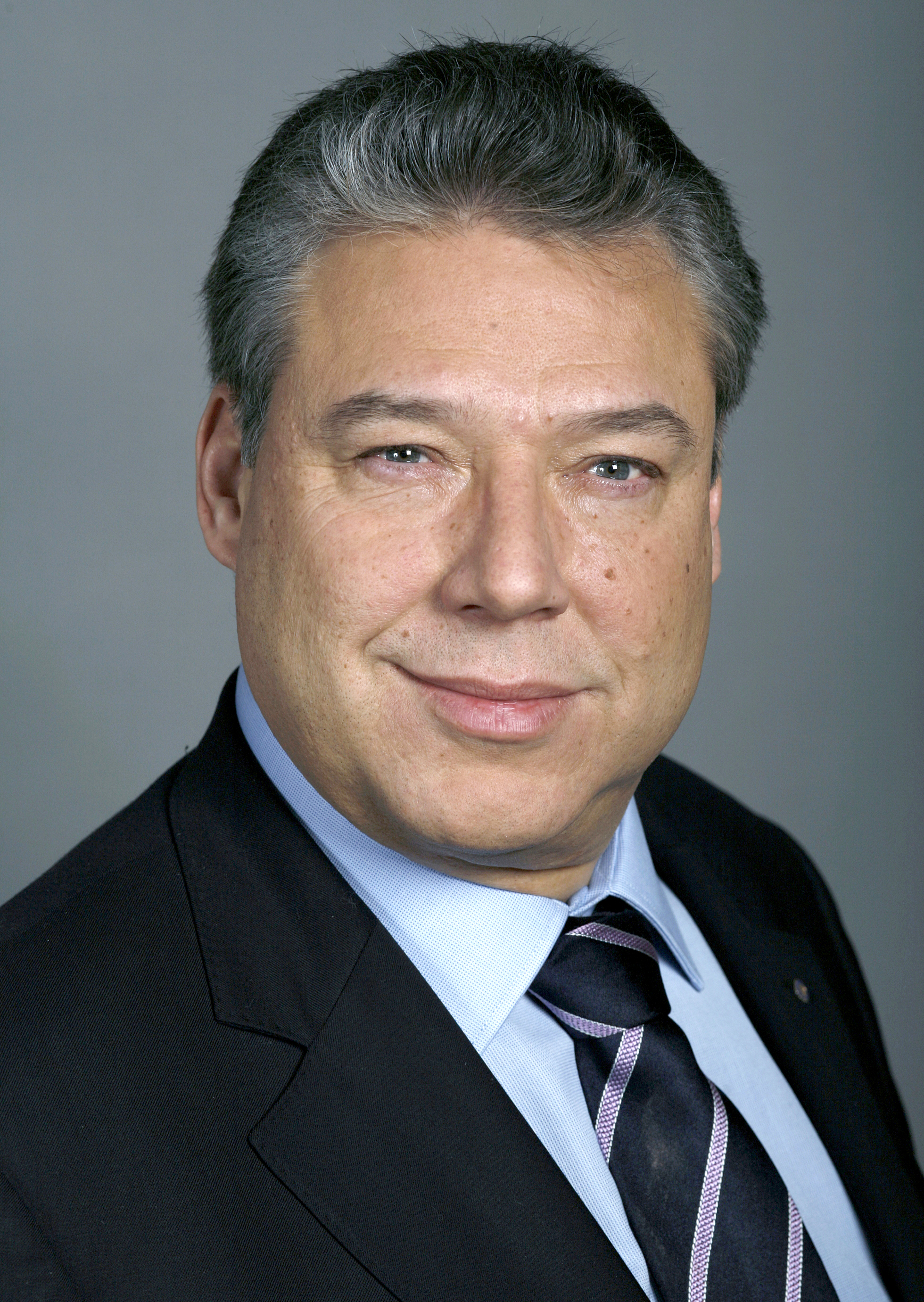
Filippo Lombardi

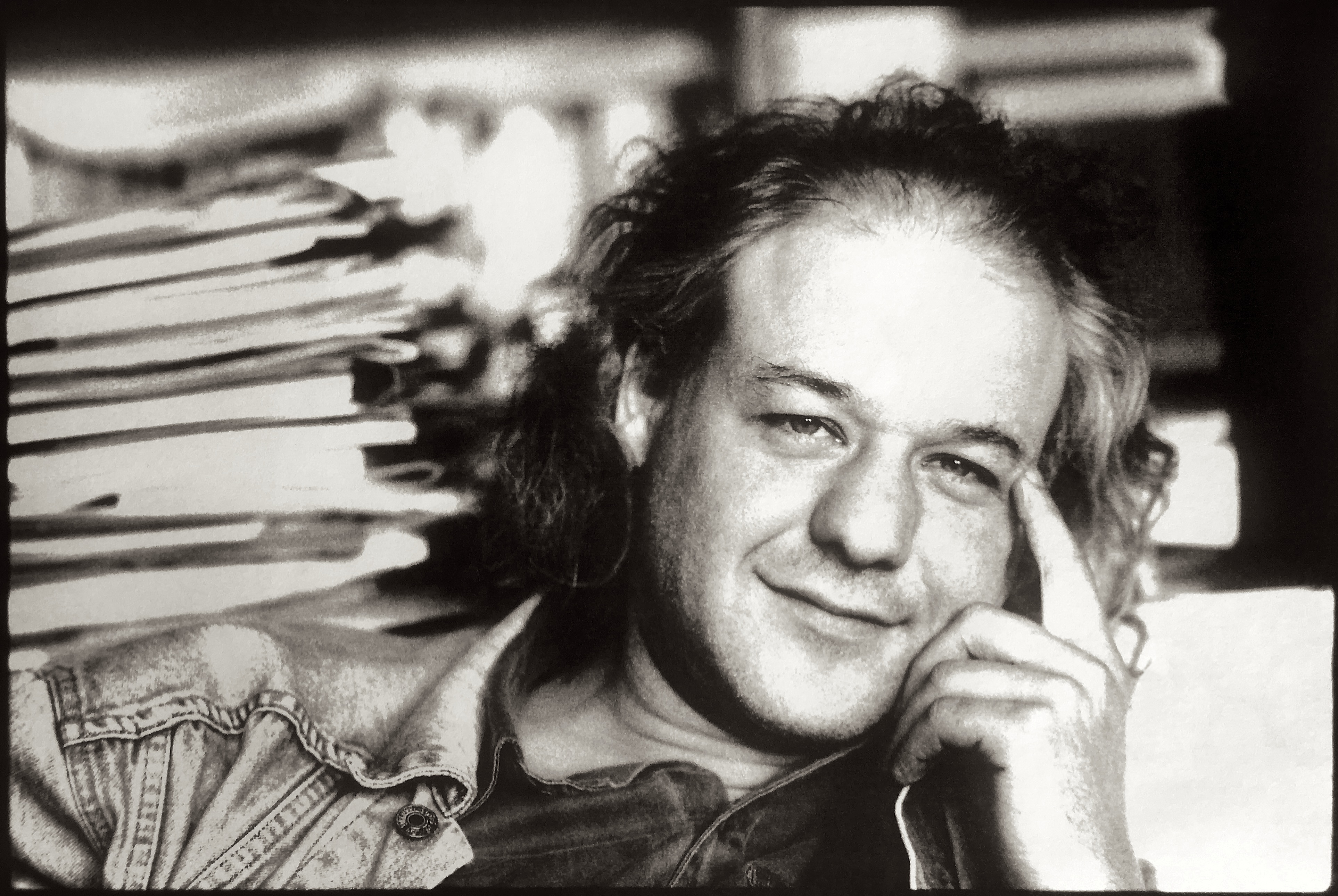
Fiorenzo Lafranchi

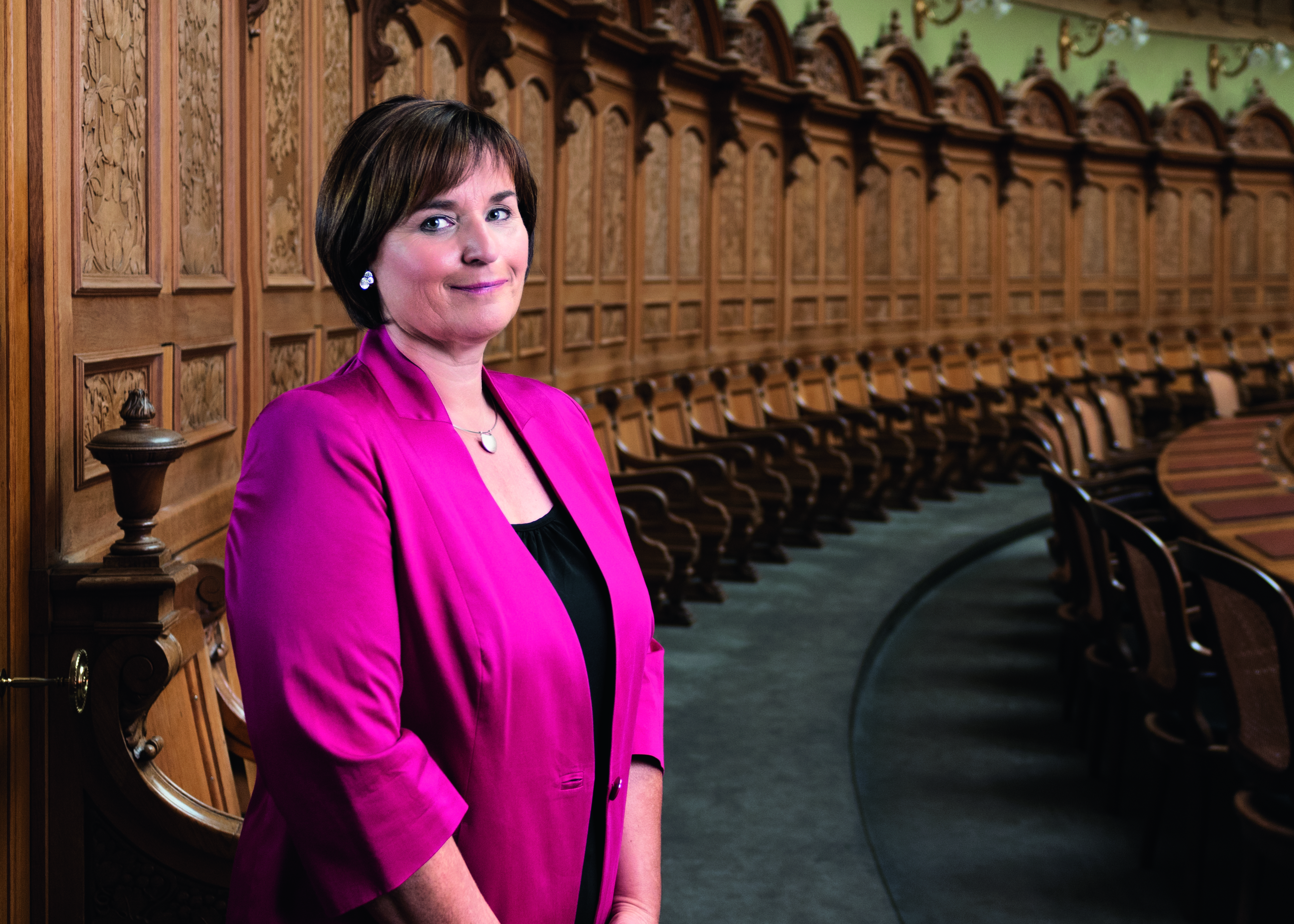
Marina Carobbio Guscetti (2013)

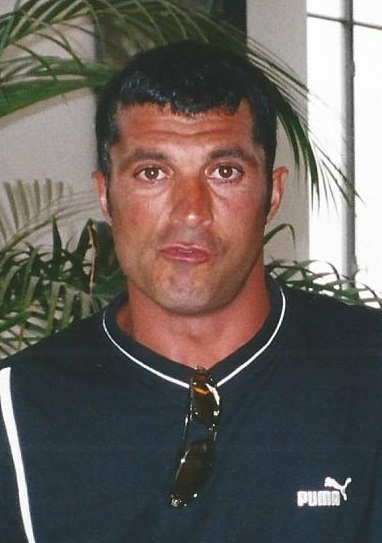
Kubilay Türkyılmaz

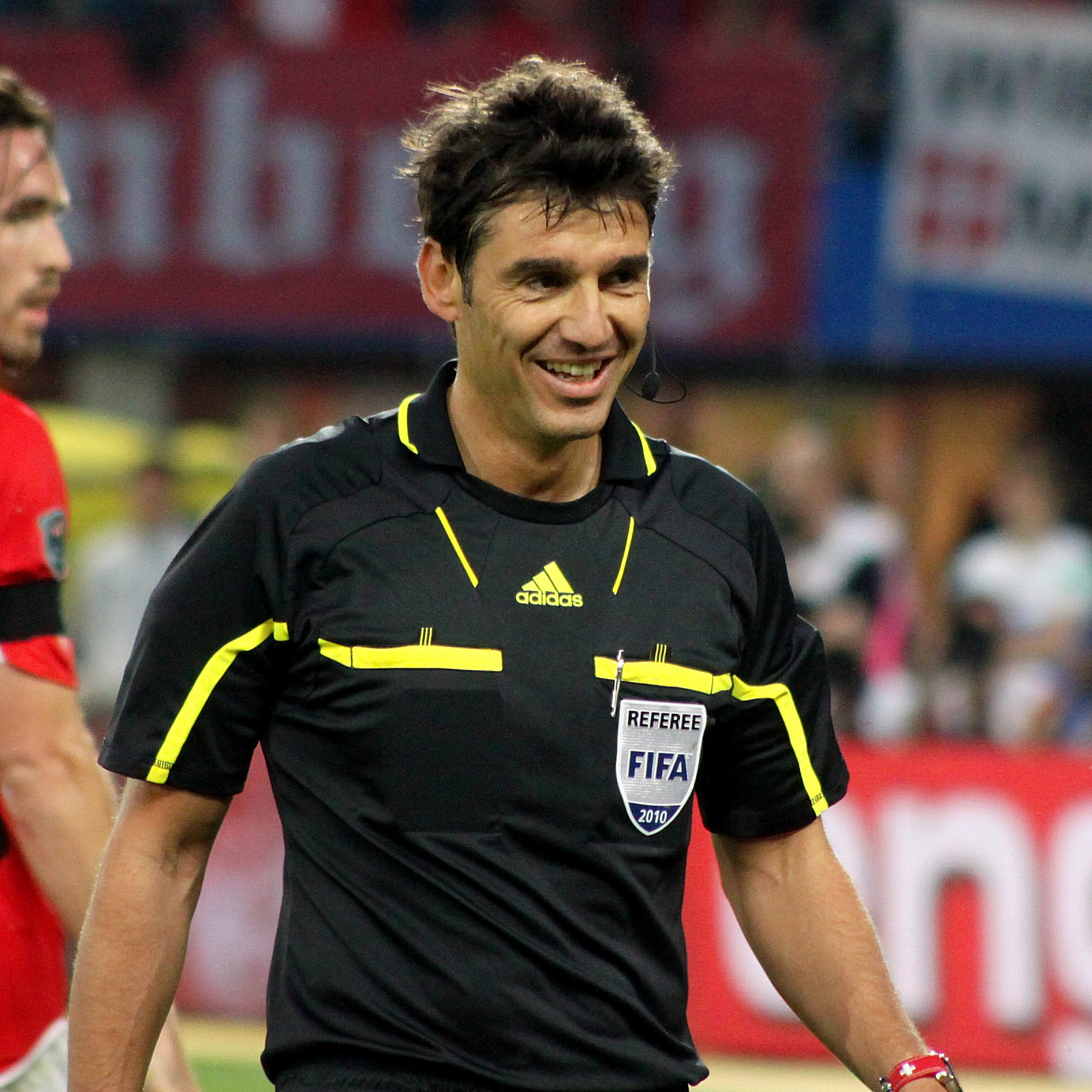
Massimo Busacca

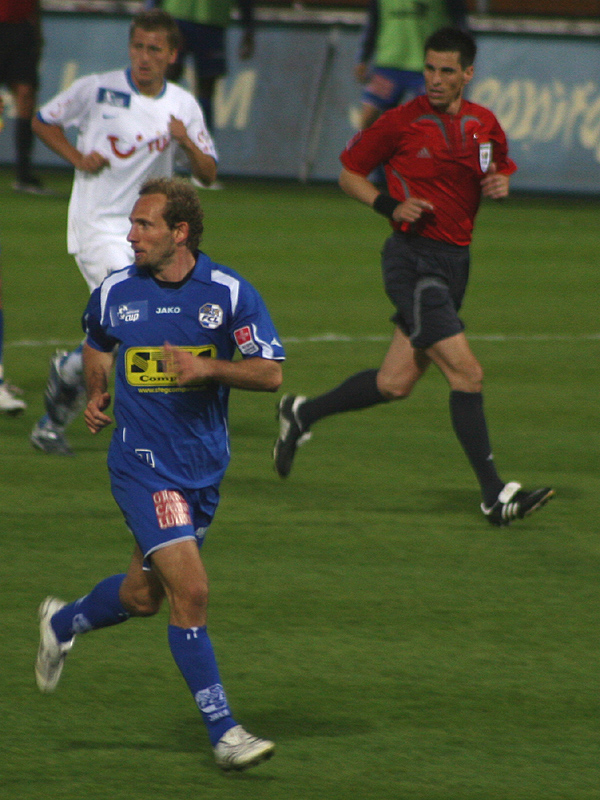
Mauro Lustrinelli

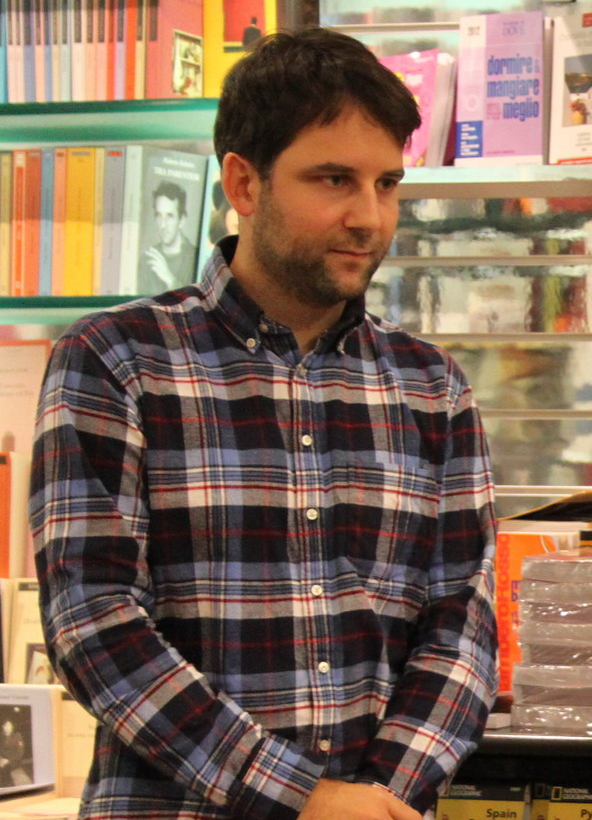
Andrea Fazioli

- Loredana Selene Ricca (* 13. April 1951 in Bellinzona), Malerin, Radiererin, Textilmalerin und Bildhauerin. Sie macht Restaurierung und Mitarbeit bei der Ausstellungsgestaltung[204]
- Mauro Bardin (* 21. Juli 1950 in Bellinzona; † 26. September 2001 ebenda), Kunstmaler[205]
- Nando Snozzi (* 16. November 1951), Maler schuf Zeichnung, Skulptur, Installation, Theater- und Musikaufführungen[206]
- Mariapia Borgnini (* 5. April 1952 in Bellinzona), Kunstmalerin, Bildhauerin, Zeichnerin schuf Gemischte Medien und Zeichnung, Installation und Skulptur-Objekt[207][208]
- Elena Spoerl-Vögtli (* 1952 in Bellinzona), Kommunikationsleiterin bei der Schweizer Nationalphonothek und Memoriav und Redakteurin der Tageszeitung laRegione, wohnt in Lugano[209]
- Lucia Albertoni (* 16. Dezember 1952 in Bellinzona), Sängerin, Komponistin und Chorleiterin. Im Jahr 2000 komponierte er den Text und sang das Lied, das den Soundtrack zum Film Azzurro von Denis Rabaglia bildete. Und seit einigen Jahren dirigiert er den Chor Coriandolo in Genf, der Tessiner und italienische Lieder singt[210]
- Luca Marcionelli (12. September 1953 in Bellinzona), Bildhauer[211]
- Giovanna Salvioni (* 18. April 1955 in Bellinzona), Malerin, Restauratorin[212]
- Giovanni Frapolli (* 3. November 1955 in Bellinzona), Ingenieur, Unternehmer, Politiker[213]
- Paolo Selmoni (* 20. März 1956 in Bellinzona), Bildhauer in Stein und Bronze. In die Architektur integrierte Skulptur[214]
- Massimo Pacciorini-Job (* 4. Mai 1956 in Bellinzona), Fotograf[215]
- Orlando Del Don (* 26. Mai 1956 in Bellinzona), Arzt, Politiker, Tessiner Grossrat (Lega)
- Filippo Lombardi (* 1956), Politiker, Journalist, Unternehmer
- Daniele Lotti (* 24. März 1957 in Bellinzona), Ökonom, Doktor der Universität St. Gallen, Politiker, Tessiner Grossrat,[216] Präsident der Società Elettrica Sopracenerina (SES)[217] und des Ente Ospedaliero Cantonale (EOC) und die RSI.
- Fiorenzo Lafranchi, auch bekannt unter dem Pseudonym Fiore (* 28. November 1957 in Bellinzona; † 9. August 1995 in Warschau), war ein Schweizer Pädagoge und Verleger heiratet mit Margherita Turewicz-Lafranchi[218]
- Fernanda Cariboni D’Errico (* 2. Januar 1958), Bildhauerin schuf Steinskulptur und Relief[219]
- Franco Cesarini (* 1961), Komponist, Dirigent und Flötist
- Laura Sadis (* 1961), Politikerin, Staatsrätin
- Barbara Berta (* 1963), Sängerin
- Stefano Mossi (* 1964 in Bellinzona), Anwalt und Notar, Oberst Brigadier der Schweizer Armee[220]
- Luigi Colombo (* um 1965 ? in Bellinzona), Dozent am Lyzeum von Bellinzona, Übersetzer, hat einige Romane von C. F. Ramuz ins Italienische Sprache übersetzt[221]
- Sibylle Läubli (* 4. Oktober 1965 in Bellinzona), Tochter von Max und Madeleine Läubli, Künstlerin, Malerin und Bildhauerin. Nach langen Aufenthalten in London, Buenos Aires und Wien von 1989 bis 2018 lebt und arbeitet sie im Kanton Tessin.[222]
- Andrea Arcidiacono (* 1966), Kommunikationsmanager und Journalist
- Marina Carobbio Guscetti (* 1966), Politikerin (SP)
- Kubilay Türkyılmaz (* 1967), Fussballspieler
- Marco Giampaolo (* 2. August 1967), italienischer Fussballspieler
- Matteo Caratti (* 1968? in Bellinzona), Lizenz der Rechte an der Universität Freiburg (Schweiz), Anwalt, Journalist, Direktor der Zeitung LaRegione (1999–2020)[223]
- Miki Tallone (* 27. September 1968 in Bellinzona), Künstlerin. Bildhauerin, Performerin, Fotografin[224][225]
- Massimo Busacca (* 1969), Fussballschiedsrichter
- Matteo Terzaghi (* 1970 in Bellinzona), Künstler und Schriftsteller, er wohnt in Lugano
- Matteo Pronzini (* 30. Oktober 1970 in Bellinzona), Politiker (Movimento per il socialismo (Mps)), Tessiner Grossrat
- Gionata Bernasconi (* um 1970 in Bellinzona), Schriftsteller für Kinder und Illustrator[226]
- Monica Piffaretti Caratti (* 1970? in Bellinzona), aus Novazzano, Präsidentin der kantonalen Kommission für das Diplom in Journalismus, Coop Cultura und die Stiftung Bibliomedia der Südschweiz, Mitglied der Jury des Grand Prix Möbius Publishing in Transition und der Jury des Schweizer Pressepreises[227]
- Elda Pianezzi (* 1971 in Bellinzona), Übersetzerin, Dolmetscherin, Journalistin für LaRegione und Schriftstellerin. Im Jahr 2011 gewann sie den Sonderpreis beim Stresa-Preis[228]
- Luca Mengoni (* 19. Juni 1972 in Bellinzona), Künstler, Maler und Bildhauer, macht Objekte und Grafiken. Gründer der Edizioni Sottoscala in Bellinzona[229][230]
- Mauro Lustrinelli (* 1976), Fussballspieler
- Andrea Fazioli (* 1978), Schriftsteller
- Aglaia Haritz (* 20. Februar 1978 in Bellinzona), Künstlerin, sie realisiert Plastische Kunst. Mitglied des Kollektivs Embroiderers of Actuality, gegründet 2013 mit Abdelaziz Zerrou[231]
- Alessandro Mangiarratti (* 15. September 1978 in Bellinzona), Fussballspieler und -trainer
- Pablo Togni (* 29. September 1979 in Bellinzona), Maler, Bildhauer und Straßenkünstler. Seit 1996 arbeitet zusammen mit Christian Rebecchi (Nevercrew)[232]
- Pietro Montorfani (* 23. Mai 1980 in Bellinzona), Dichter, Forscher und Literaturkritiker. Er leitet die Zeitschrift Cenobio. Das HALMA-Stipendium für ihn wurde von der Schweizer Kulturstiftung Pro Helvetia ermöglicht.[233][234]
- Nina Haab (* 9. Februar 1985 in Bellinzona), Fotografin, Installatorin, Klang- und Audiokunst, Mitglied des Kollektivs NotOnlyKidsPlay[235]
- Grégory Sciaroni (* 1989), Eishockeyspieler
- Antonio Marchesano (* 1991), schweizerisch-italienischer Fussballspieler
- Daniele Grassi (* 1993), Eishockeyspieler
- Siyar Doldur (* 2000), schweizerisch-türkischer Fußballspieler

### In Bellinzona gewirkt oder gestorben

#### Seit 1267
- Adelfamilie Rusca. 
  - Franchino Rusca (* um 1267–nach 1340), Sohn von Pietro, Generalhauptmann und Graf von Como, kaiserlicher Vikar für das Gebiet des Bistums Como, 1335 befreite er die Eidgenossen von den Brückengeldern und Zöllen von Como und Bellinzona; 1333 kam es zu einem Bündnisvertrag mit dem Bleniotal; Herr von Bellinzona und Locarno[236]
  - Giovanni (Zanino, Ravizza) Rusca (* um 1269; † 1334), Sohn von Pietro, Podestà von Veltlin, von Mailand, von Chiavenna, Hauptmann der Grafschaft Chiavenna und Mitherr von Bellinzona mit Franchino[237]
  - Arialdo Rusca (* um 1270 in Como ?; † nach 1301 ebenda), Podestà von Bellinzona[238]
  - Zanolo Rusca (* um 1370 in Bironico; † nach 1448 in Bellinzona), Adel, Stadtrat von Bellinzona, Kirchen Errichter[239]
  - Giorgio Rusca (* um 1395 in Magliaso; † gegen 1465 in Bellinzona), Sohn des Marcolo, Offizier, Politiker in der Landschaft Bellinzona und Anwalt des Herzogs von Mailand, er besass grosse Güter in Bellinzona und Umgebung, war auch im Handel tätig; caneparo von Bellinzona, Biasca, Osogna, Cresciano und Claro[240][241][242]
  - Giovanni Rusca (* um 1399 in Magliaso; † nach 1465 in Bellinzona), Sohn des Marcolo, genannt de Como, Mitglied des Stadtrats von Bellinzona 1426 und 1432, Mitunterzeichner des Friedens 1426 nach der Schlacht bei Arbedo[243]
  - Luterio Rusca (* um 1425 in Magliaso; † nach 1459 in Bellinzona), Sohn des Giorgio, Kanoniker der Stiftskirche Santi Pietro e Stefano von Bellinzona 1459, tatsächlich das Haupt der grossen Kirchgemeinde unter dem Erzpriester Barengo[244]
  - Giorgio Rusca (* um 1460 in Magliaso; † vor 6. September 1525 in Bellinzona), Enkel des Giorgio, Erzpriester von Bellinzona[245]
  - Gabriele Rusca (* um 1460 in Magliaso; † nach 1500 in Bellinzona), Mitglied des Stadtrats 1498 und 1499, zeichnet sich 1500 im Aufstand Bellinzonas gegen die französische Truppen aus[246]

- Lanterius Somazzi (* um 1210 in Como; † nach 1242 in Bellinzona), Anwalt und Notar[247]
- Pietro Enrico de Sacco (* 1270 in Grono; † nach 1321 in Bellinzona), Erzpriester der Stiftskirche von Bellinzona[248]
- Johannes De Laporta (* um 1305 in Porlezza ?; † nach 1355 ebenda ?), Podestà der Grafschaft Bellinzona und Biasca[249]
- Giovanni de Baldenchis (* um 1320 in Parma; † nach 1364 ebenda), Jurist, Podestà der Grafschaft von Bellinzona[250]
- Uberto Ferrandi (* um 1340 in Vacallo ?; † nach 1383), Gouverneur von Bellinzona und Lugano[251]
- Antonio de Sant’Arosio (* um 1350; † nach 1398), Gouverneur von Bellinzona[252]
- Antonio de Besana (* um 1410 in ?; † nach 1460 in Bellinzona ?), Podestà von Bellinzona in Dienste von Francesco Sforza[253][254]
- Bernabò de Carcano (* um 1412 in Mailand; † nach 1452 ebenda), Podestà von Bellinzona[255]
- Michele Barengo (* um 1420 in Mailand; † nach 1483 in Bellinzona), Erzpriester der Stiftskirche in Bellinzona[256]
- Benedetto Ferrini (* um 1420 in Florenz; † 1. Oktober 1479 in Bellinzona), Architekt[257]
- Giorgio Giudici (* um 1420 in Como; † nach 1480 in Bellinzona), Politiker[258]
- Giovanni Stefano della Croce (* um 1425 in Rho; nach 1486 in Bellinzona), Kastellan von Bellinzona für Galeazzo Maria Sforza[259]
- Francesco Crivelli (* um 1425 in Mailand; † nach 1497 in Morcote), er war Kastellan des Castello di Sasso Corbaro auf Bellinzona und des Schlosses von Morcote[260]
- Danesio dei Maineri (* um 1430 erstmals erwähnt 1452 in Cremona; † Juli 1482 in Roccabianca), Militär- und Artillerieingenieur tätig an der Verstärkung der Burg Montebello in Bellinzona[261]
- Bartolomeo de Cremona (* um 1430 in Cremona; † nach 1475 ebenda), Ingenieur an der Festung von Castelgrande (Bellinzona)[262]
- Zanetto Castiglione (* um 1435; † nach 1473), Podestà, Kommissar von Bellinzona[263]
- Giuliano de Maineri (* 1440 in Parma ?; † nach 1483 ebenda), Militär, Podestà der Grafschaft Bellinzona[264]
- Giovanni Molo (* um 1450; † 17. April 1511 in Pavia), aus Menaggio, Notar des Herzogs von Mailand in Bellinzona[265]
- Maffeo da Como (* 1454 in Como ?; 18. Februar 1496 in Savona), Festungs- und Artillerieingenieur tätig in Locarno und Bellinzona[266]
- Bernardino Guazio (* um 1455 in Valenza; † nach 1503 ebenda), Jurist, Ritter, Gouverneur von Lugano, Kommissar von Bellinzona[267]
- Johannes Püntener (* 1459 in Altdorf UR; † 14. September 1515 in der Schlacht bei Marignano), Landammann von Kanton Uri, Landvogt von Bellinzona, Militär, Feldherr[268]
- Jacobinus de Malacridis (* um 1470 in Como ?; † nach 1505 in Sitten ?), Künstler, Schnitzer und Bildhauer aus Como, Autor der Decke im Haus Supersaxo in Sitten (1505). Ihm werden auch die Decken des Vicedomini-Palastes in Como, des Schlosses in Locarno und des alten Muggiasca-Hauses in Bellinzona zugeschrieben.[269][270]
- Giovanni Bernardino Scotti (* um 1460 in Piacenza; † nach 1515 ebenda ?), Sohn von Gottardo Scotti, Maler, zusammen mit seinem Bruder Giovanni Stefano an der Spitze der Werkstatt, die die Fresken an der Trennwand in der Kirche Santa Maria delle Grazie in Bellinzona ausführte von 1513 bis 1515.[271]
- Giovanni Stefano Scotti (* um 1462 in Piacenza; † nach 1515 ebenda ?), Sohn von Gottardo Scotti, Maler, zusammen mit seinem Bruder Giovanni Bernardino an der Spitze der Werkstatt, die die Fresken an der Trennwand in der Kirche Santa Maria delle Grazie in Bellinzona ausführte von 1513 bis 1515.[272]
- Agostino de Lodrino (* um 1473 in Lodrino TI; † 1537 in Bellinzona), Militär, er zerstörte bei der Belagerung des Schlosses Locarno einen der Türme[273]
- Pietro Martire Magoria (* um 1475 in Locarno; † 1523 ebenda), wohnte in Bellinzona, dann Mitglied des Stadtrats von Locarno, Podestà[274]
- Jakob a Pro (* um 1480 in Altdorf UR; † um 1560 in Seedorf UR), Landammann von Kanton Uri, Hauptmann in französischen Diensten, Landschreiber der Vogtei Bellinzona, Einnahmer des Schlosses Locarno mittels eines Handstreichs[275]
- Camillo Procaccini (1561–1629), Maler, Wandmaler tätig in Bellizona
- Kaspar Lussi (* 1562 in Stans; † 1608 ebenda), 1588 Kommissar in Bellinzona[276]
- Francesco Sala (* um 1575 in Como; † nach 1650 ebenda ?), Stuckateur zusammen mit Giovanni Battista Lezzeno schuf er 1596 die Stuckarbeiten für eine Seitenkapelle in der Stiftskirche von Bellinzona. In den Jahren 1630–1650 schuf er die Gruppe der Heimsuchung für eine der Prozessionskapellen des Sacro Monte della Madonna del Sasso in Orselina, in der Nähe von Locarno[277]
- Johann Kaspar Achermann (* um 1590 in Buochs; † nach 1636 ebenda), 1634 Landvogt in der Riviera TI und 1636 Kommissar zu Bellinzona[278]

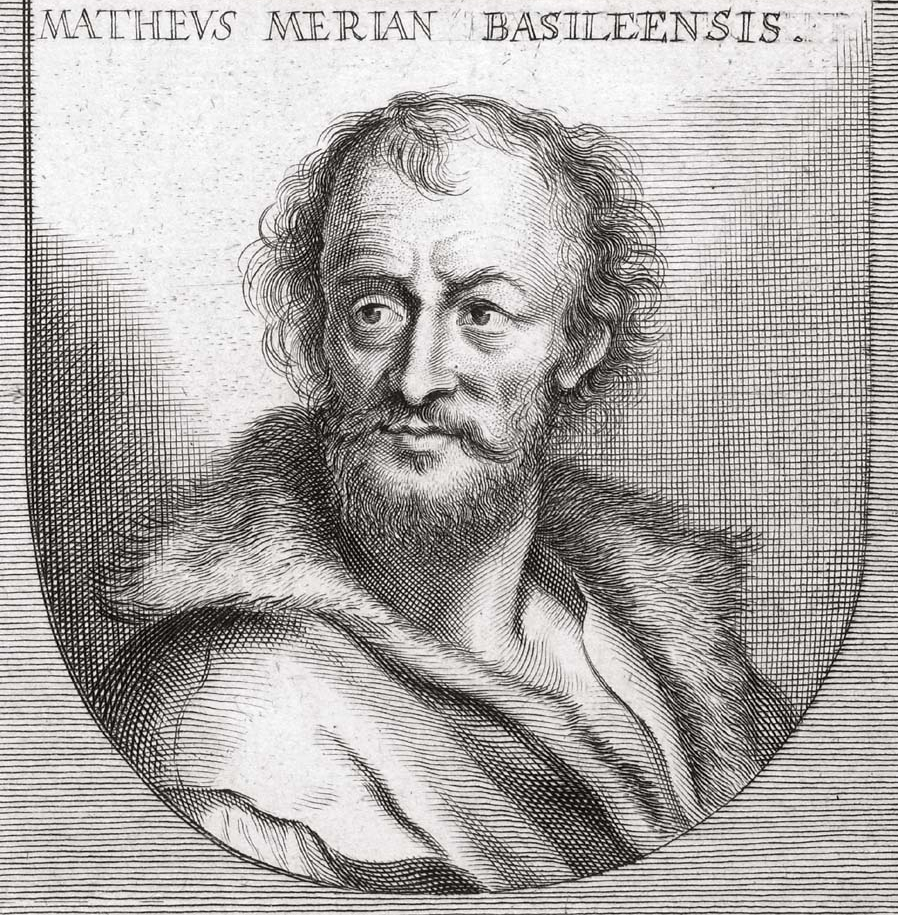
Matthäus Merian

- Matthäus Merian (der Ältere) (1593–1650), Kupferstecher, Radierer
- Sebastian Heinrich Crivelli (* 1597 in Luzern; † 1664 in Bellinzona), Gesandter in die Ennetbirgischen Vogteien[279]
- Luigi Reali (* 1602 in Florenz; † nach 1660), Maler[280]
- Franz Achermann (* um 1620 in Buochs; † 11. April 1708 ebenda), 1659–1665 Seckelmeister, 1666 Landvogt in Bellenz, 1671–1674 Statthalter, 1674 Landshauptmann, 1675, 1679, 1684, 1694 und 1698 regierender Landammann[281]
- Pius Kreuel alias Johann Rudolf (* 30. November 1633 in Baar ZG; † 30. Dezember 1696 in Einsiedeln), Orgelbauer und Priester

- Francisco Ferdinando Crivelli (* 1635; † 1689), Landvogt zu Bellinzona[283]
- Hans Kaspar Achermann (* 1642 in Buochs; † 10. März 1705 in Varese), Seckelmeister 1681–1687, Landvogt in der Riviera 1688–1689, Kommissar in Bellenz 1690, Statthalter 1695–1702, regierender Landammann 1702[284]
- Johann Jacob Püntener (* 1644 in Altdorf; † nach 1698 ebenda), Landesobristwachtmeister, Gesandter nach Bellinzona[285]
- Franz Anton Achermann (* um 1675 in Buochs; † nach 1714 ebenda), 1714 Kommissar in Bellinzona[286]
- Johann Franz Schmid (* 15. Oktober 1681 in Bellikon; † nach 1734 ebenda), Mitglied des Stadtrats, Landvogt zu Riviera TI 1732, zu Bellinzona 1734[287]
- Johann Jakob Schmid (* 5. Januar 1701 in Altdorf UR; † 17. April 1744 ebenda), Wirt zum Schwarzen Löwen, Mitglied des Stadtrats, Abgeordneter zum Syndikat in Bellizona 1736, Landesanwalt, Militär, Major[288]
- Aemilian Ackermann (* 15. Februar 1718 in Gossau; † 30. Juli 1769 in Bellinzona), Benediktiner, 1741 Kapellmeister. Im Juli 1742 erfolgte sodann seine Versetzung nach Bellinzona, wo er am dortigen Gymnasium, das das Stift Einsiedeln seit 1675 innehatte, die Stelle eines Rhetorikprofessors bekleidete, im Oktober 1768 war Propst in Bellinzona. Von ihm wurde die Clemenza di Tito des Pietro Metastasio ins Lateinische übersetzt[289]
- Johann Heirich Püntener (* 1720 in Altdorf; † nach 1751 ebenda), Landschreiber zu Bellinzona, Militär, Oberstleutnant[290]
- Marian Müller alias Josef Leodegar (1724–1780), Abt, Musiker und Komponist, wohnte in Bellinzona
- Vincenzo D’Alberti (1763–1849), ein Schweizer Priester, Staatsmann, Politiker und tessiner Grossrat und Staatsrat
- Giulio Pocobelli (1766–1843), ein Schweizer Architekt, Politiker, Tessiner Grossrat und Staatsrat
- Ambrogio Luvini (1767–1839), ein Schweizer Jurist, Politiker, Grossrat und Staatsrat
- Pietro Polar (1773–1845), ein Schweizer Politiker, Tessiner Grossrat und Staatsrat
- Giovanni Reali (1774–1846), ein Schweizer Rechtsanwalt, Richter, Politiker, Tessiner Grossrat und Staatsrat
- Marc Antonio Capponi (* um 1775 in Cerentino; † 2. Mai 1837 in Bellinzona), Politiker, Tessiner Grossrat, er gründete in Bellinzona die erste tessinische Gerberei[291]

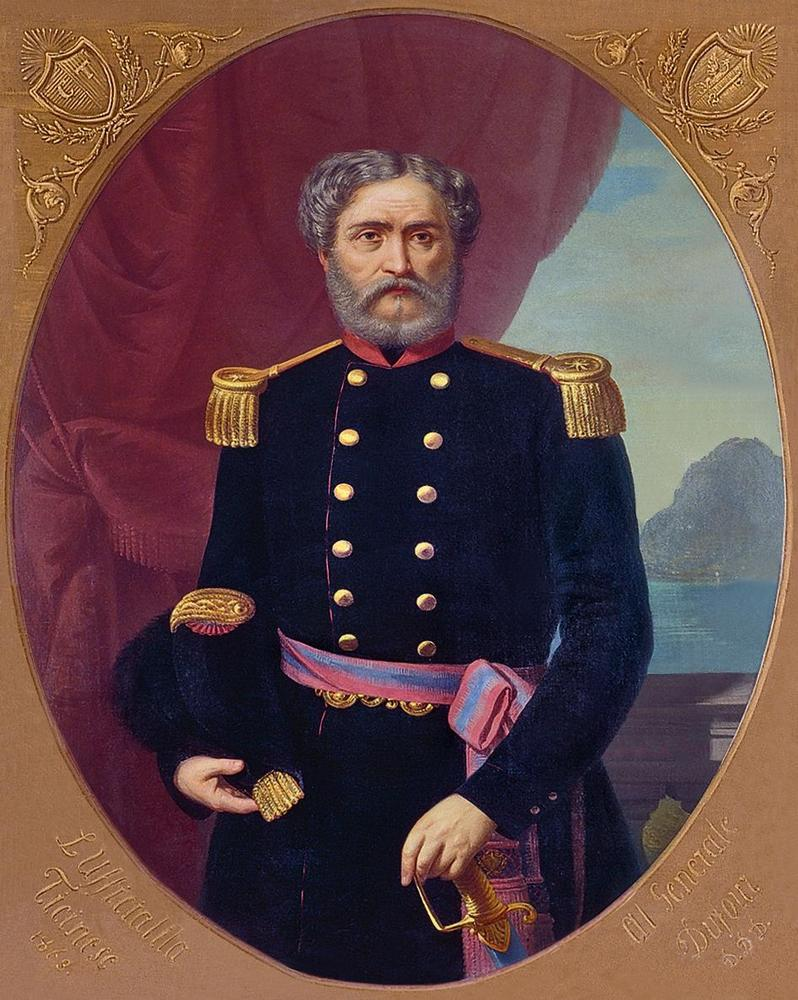
Giacomo Luvini-Perseghini, Porträt von Giacomo Donati aus Astano, 1863 (Museo d’arte della Svizzera italiana, Lugano)

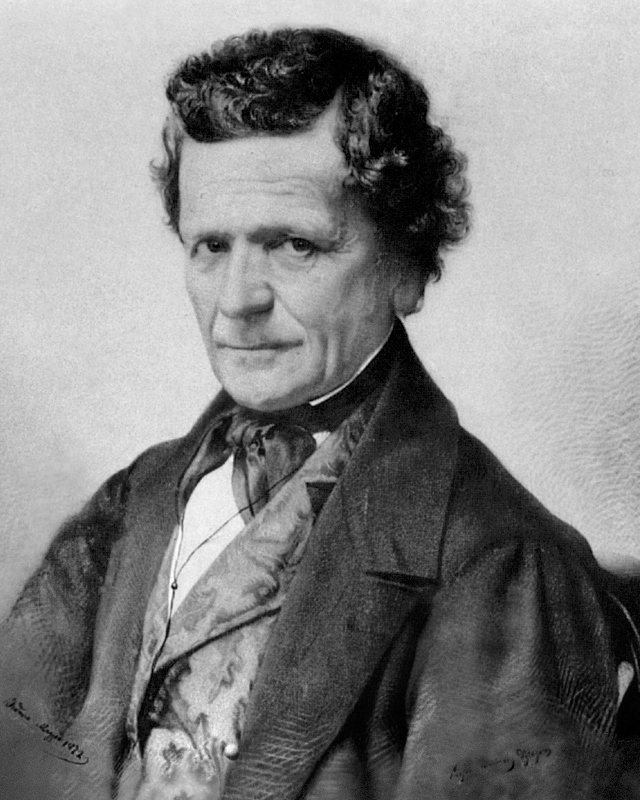
Stefano Franscini

- Giovanni Battista Maggi (1775–1835), ein Schweizer Anwalt, Militär, Politiker, Tessiner Staatsrat und Landammann
- Giovanni Battista Quadri (1777–1839), ein Schweizer Anwalt, Militär, Politiker, Tessiner Staatsrat und Landammann
- Filippo Ciani (1778–1867), ein Schweizer Kaufmann, Bankier, Politiker, Tessiner Grossrat und Staatsrat
- Giovanni Antonio Rusca (1780–1853), ein Schweizer Anwalt, Politiker, Journalist und Tessiner Grossrat und Staatsrat
- Giovanni Battista Morosini (1782–1874), war ein Schweizer Rechtsanwalt, Politiker, Richter, Tessiner Grossrat und Staatsrat der (Freisinnig-Demokratische Partei (FDP))
- Manfredo Bernasconi (1783–1850), ein Schweizer Politiker, Rechtsanwalt, Tessiner, Grossrat und Staatsrat der FDP-Radikalen
- Gioachimo Masa (1783–1862), ein Schweizer Arzt, Politiker, Tessiner Grossrat und Staatsrat
- Giacomo Angelo Lotti (1784–1850), ein Anwalt, Politiker, Tessiner Grossrat und Staatsrat
- Franchino Rusca (1786–1854), ein Schweizer Offizier, Politiker und Tessiner Staatsrat
- Giuseppe Reali (1790–1850), ein Schweizer Architekt und Ingenieur, Politiker, Tessiner Grossrat und Staatsrat
- Carlo Caglioni (1790–1846), ein Schweizer Anwalt, Politiker, Tessiner Grossrat und Staatsrat
- Giacomo Moraglia (1791–1860), Architekt baute u. a. das Regierungsgebäude von Lugano und das Teatro Sociale in Bellinzona
- Domenico Galli (1791–1856), ein Schweizer Rechtsanwalt, Politiker (LP), Tessiner Grossrat, Staatsrat und Ständerat
- Giovanni Battista Fogliardi (1791–1861), ein Schweizer Unternehmer, Politiker, Tessiner Grossrat und Staatsrat
- Giovanni Mariotti (1791–1864), war ein Schweizer Jurist, Politiker, Tessiner Grossrat und Staatsrat
- Pietro Peri (1794–1869), Advokat, Notar, Journalist, Tessiner Grossrat, Staatsrat
- Giacomo Luvini auch Giacomo Luvini-Perseghini (1795–1862) war ein Schweizer Politiker und Offizier, Gemeindepräsident von Lugano, Nationalrat, Ständerat und Oberst der Schweizer Armee
- Valentino Alessandro Balli (1796–1863), Politiker, Tessiner Grossrat, Nationalrat
- Stefano Franscini (1796–1857), war ein Schweizer Politiker, Schullehrer, Publizist, Statistiker, Staatsrat und Bundesrat
- Giovanni Battista Riva (1800–1847), ein Schweizer Anwalt, Politiker, Tessiner Grossrat und Staatsrat
- Gian Gaspare Nessi (1800–1856), ein Schweizer Rechtsanwalt, Politiker, Tessiner Grossrat und Staatsrat
- Giuseppe Filippo Lepori (1800–1873), ein Schweizer Anwalt, Politiker, Journalist und Tessiner Grossrat und Staatsrat
- Carlo Lurati (1804–1865), ein Schweizer Arzt, Politiker, Tessiner Grossrat und Staatsrat
- Domenico Bazzi (1806–1871), ein Schweizer Ingenieur, Politiker, Tessiner Grossrat und Staatsrat der Freisinnig-Demokratischen Partei (FDP)
- Natale Vicari (1809–1895), ein Schweizer Rechtsanwalt, Politiker, Tessiner Grossrat, Ständerat, Staatsrat und Oberst, Richter am Militärkassationsgericht
- Pietro Romerio (1809–1890), ein Schweizer Anwalt, Oberstleutnant, Grossrichter, Politiker, Tessiner Grossrat und Staatsrat
- Carlo Antonio Forni (1810–1881), war ein Schweizer Archivar, Politiker, Tessiner Staatsrat und Ständerat der Freisinnig-Demokratischen Partei (FDP)
- Luigi Rusca (1810–1880), ein Schweizer Politiker, Rechtsanwalt, Notar und Tessiner Grossrat und Staatsrat
- Ambrogio Bertoni (1811–1887), ein Schweizer Anwalt, Politiker und Tessiner Staatsrat und Ständerat der Freisinnig-Demokratischen Partei (FDP)
- Agostino Demarchi (1813–1890), ein Schweizer Politiker. Von 1850 bis 1854 gehörte er dem Nationalrat an, von 1866 bis 1868 dem Ständerat. Darüber hinaus war er Staatsrat des Kantons Tessin
- Luigi Bolla (1813–1877), ein Schweizer Anwalt, Politiker, Tessiner Grossrat, Staatsrat und Ständerat
- Luigi Pioda (1813–1887), ein Schweizer Anwalt, Richter, Diplomat, Politiker und Staatsrat
- Luigi Lavizzari (1814–1875), Naturwissenschaftler, Botaniker, Politiker (FDP), Tessiner Grossrat, Staatsrat, Dozent am Lyzeum von Lugano und dessen Rektor
- Domenico Pedrazzi (1815–1859), ein Schweizer Anwalt, Politiker, Tessiner Grossrat, Staatsrat und Ständerat
- Sebastiano Beroldingen (1818–1865), ein Schweizer Anwalt, Politiker und Tessiner Staatsrat und Ständerat der Freisinnig-Demokratischen Partei (FDP)
- Bartolomeo Varenna (1818–1886), war ein Schweizer Rechtsanwalt, Politiker (LP), Tessiner Grossrat, Staatsrat und Stadtpräsident von Locarno
- Costantino Monighetti (1818–1895), Schweizer Rechtsanwalt, Richter, Politiker der FDP-Radikalen, Tessiner Grossrat und Ständerat
- Andrea Fanciola (* 1818 in Locarno; † 1888 in Bellinzona), Militär, Direktor des Postkreises von Bellinzona[292]
- Michele Pedrazzini (* 3. Dezember 1819 in Ascona; † 13. September 1873 in Bellinzona), Anwalt und Notar in Cevio und in Bellinzona, Tessiner Grossrat, Nationalrat, Redaktor[293]

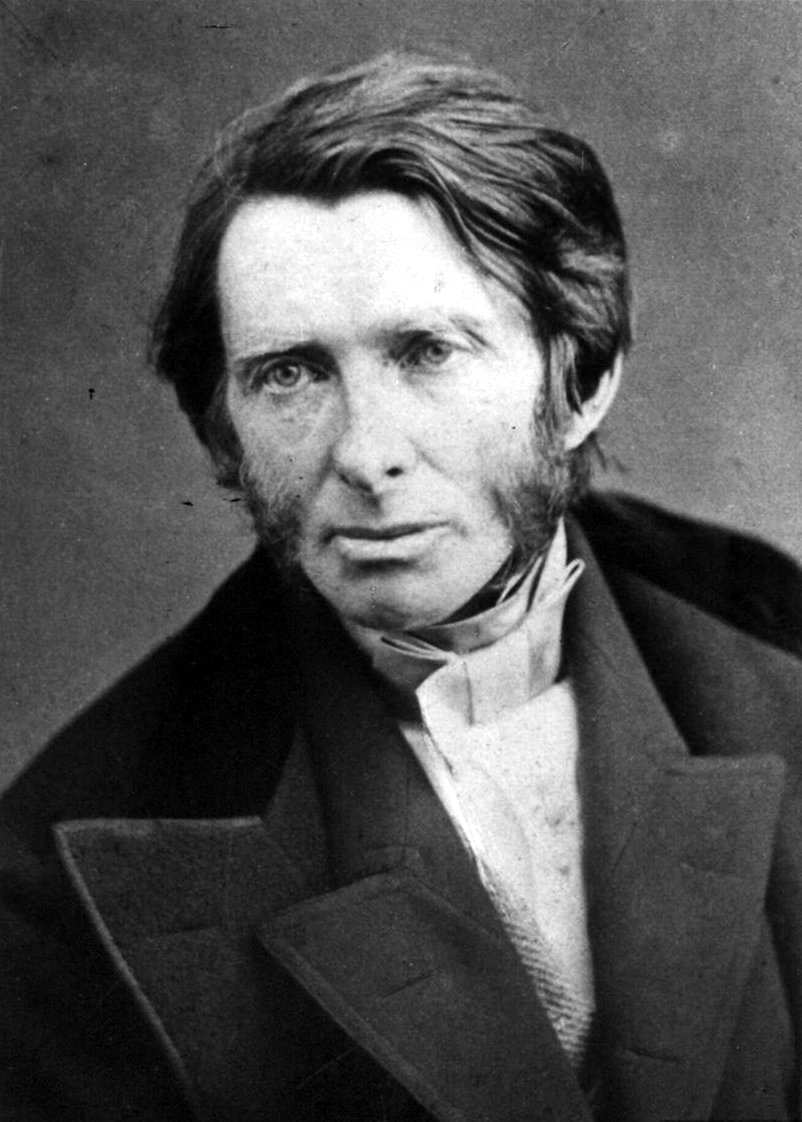
John Ruskin

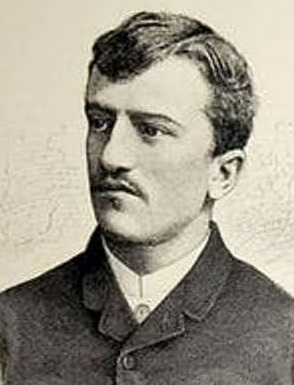
Luigi Rossi

- John Ruskin (1819–1900) britischer Schriftsteller, Maler und Kunsthistoriker
- Costantino Bernasconi (1820–1902), ein Schweizer Politiker, Nationalrat, Ständerat der Tessiner FDP-Radikalen und Oberst der Schweizer Armee
- Massimiliano Magatti (1821–1894), ein Schweizer Rechtsanwalt, Politiker, Tessiner Grossrat und Nationalrat
- Antonio Corecco (1821–1902), ein Schweizer Arzt, Politiker, Gemeindepräsident, Tessiner Grossrat und Staatsrat
- Cristoforo Motta (1823–1867), Grundbesitzer, Ingenieur, Tessiner Grossrat, Staatsrat und Ständerat
- Cristoforo Cattaneo (1823–1898), ein Schweizer Rechtsanwal, Tessiner Politiker, Grossrat und Staatsrat
- Carlo Olgiati (1824–1889), ein Schweizer Staatsanwalt, Bundesrichter, Politiker, Tessiner Grossrat und Ständerat
- Domenico Tognetti (1825–1911), Anwalt, Tessiner Grossrat und Staatsrat
- Ermenegildo Rossi (1827–1895), ein Schweizer Anwalt, Publizist, Politiker und Tessiner Grossrat, Staatsrat und Ständerat der Christlichdemokratischen Volkspartei (CVP)
- Pietro Pollini (1828–1889), ein Schweizer Rechtsanwalt, Politiker, Staatsanwalt, Tessiner Grossrat und Staatsrat der (Freisinnig-Demokratische Partei (FDP))
- Felice Gianella (1829–1898), Anwalt, Richter des Appellationsgerichts, Tessiner Grossrat und Staatsrat
- Alessandro Franchini (1829–1877), Tessiner Grossrat, Staatsrat (Erziehungsdepartement) und Ständerat
- Giosia Bernasconi (1831–1893), ein Schweizer Anwalt, Politiker, Tessiner Grossrat und Staatsrat
- Arnold Künzli (1832–1908), Politiker (FDP), Industrieller und Offizier, 1890–1891 wurde er als eidgenössischer Kommissär in den Kanton Tessin entsandt
- Gioachimo Respini (1836–1899), ein Schweizer Lehrer, Rechtsanwalt, Politiker, Tessiner Grossrat, Staatsrat und Ständerat der Christlichdemokratischen Volkspartei (CVP)
- Ferdinando Gianella (1837–1917), Ingenieur, Architekt, Politiker und Staatsrat
- Michele Patocchi (1837–1897), Politiker, Staatsarchivar, Tessiner Grossrat und Staatsrat
- Benigno Antognini (1837–1902), Rechtsanwalt, Notar, Richter am Appellationsgericht, Politiker, Tessiner Grossrat und Staatsrat
- Pietro Regazzi (1838–1915), ein Schweizer Rechtsanwalt, Tessiner Politiker, Grossrat und Staatsrat
- Martino Pedrazzini (1843–1922), aus Campo (Vallemaggia), Anwalt, Rektor, Politiker, Nationalrat, Tessiner Grossrat und Staatsrat
- Cesare Bolla (1848–1922), Ingenieur, Archivar, Schulinspektor, Grossrat und Nationalrat
- Francesco Balli (1852–1924), Politiker, Tessiner Grossrat, Ständerat und Nationalrat
- Federico Balli (1854–1889), Schriftsteller, Publizist, Politiker, Tessiner Grossrat und Wohltäter
- Emilio Balli (1855–1934), von Cavergno, Naturwissenschaftler, Politiker, Tessiner Grossrat und Direktor des Museo di archeologia e storia naturale in Locarno
- Antonio Primavesi (1857–1915), ein Schweizer Rechtsanwalt, Notar, Richter am Appellationsgericht, Politiker, Tessiner Grossrat und Staatsrat
- Plinio Bolla (1859–1896), Tessiner Grossrat, Nationalrat und Gemeindepräsident von Olivone
- Luigi Rossi (1864–1890), Rechtsanwalt, Politiker, Tessiner Staatsrat (ermordet)
- Camillo Olgiati (1867–1940), ein Schweizer Politiker, Tessiner Grossrat, Nationalrat und Staatsrat
- Raimondo Rossi (1870–1955), Rechtsanwalt, Lehrer, Rektor der kantonalen Handelsschule von Bellinzona, Oberst, Grossrichter der V. Division, Tessiner Grossrat und Staatsrat
- Antonio Riva (* 21. Juli 1870 in Lugano; † 18. Dezember 1942 in Flüelen), Anwalt, Politiker, Tessiner Grossrat, Nationalrat, Ständerat, Oberstleutnant der Militärjustiz[294][295][296]
- Sebastiano Martinoli (1872–1938) war ein Schweizer Jurist, Politiker (CVP), Grossrat und Staatsrat
- Giuseppe Pometta (1872–1963), Lokalhistoriker, Dozent an der Scuola cantonale di Commercio (Handelschule), Redakteur und Direktor der Revue Briciole di storia bellinzonese
- Angelo Cassina (* 12. Juli 1875 in Biasca; † 14. Juli 1963 in Bellinzona), Kunstmaler, Xylograf, Dozent und Journalist. Er schuf Linoleographie, Tessiner Landschaften und Szenen aus dem Tessiner Leben, Illustrationen für Quadri di storia ticinese von Eligio Pometta (1925)[297]
- Carlo Maggini (1877–1941), Journalist, Tessiner Grossrat, Staatsrat (Erziehungs- und Finanzdepartement) und Nationalrat
- Giovan Battista Rusca (1881–1961), ein Schweizer Rechtsanwalt, Politiker, Tessiner Grossrat, Nationalrat und Gemeindepräsident von Locarno

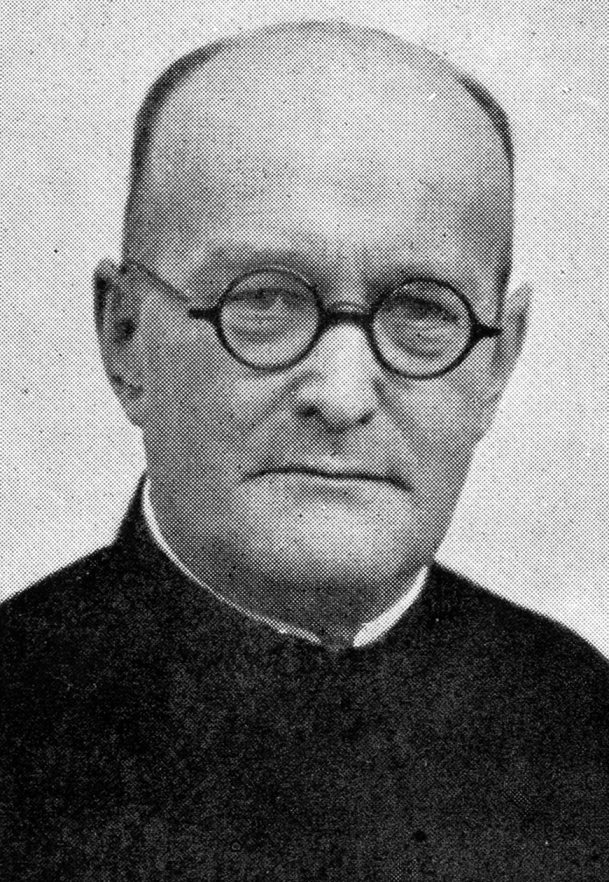
Francesco Alberti

- Francesco Alberti (1882–1939), Pfarrer, Antifaschist und Schriftsteller. Er wurde im Friedhof von Bedigliora begraben
- Edoardo Zeli (* 29. August 1882 in Locarno; † 24. August 1962 in Bellinzona), Journalist, Tessiner Grossrat, Nationalrat[298]
- Emilio Forni (1883–1946), Bauingenieur, Politiker, Tessiner Grossrat, Staatsrat
- Arnaldo Bolla (1885–1942), Sohn des Plinio, Rechtsanwalt, Notar, Politiker, Gemeindepräsident, Grossrat, Nationalrat und Ständerat
- Giacomo Gemnetti (* 12. November 1885 in Faido; † 8. Mai 1863 in Bellinzona), Dozent für Naturwissenschaften[299]
- Guglielmo Canevascini (1886–1965), Politiker (SP), Tessiner Grossrat, Staatsrat und Schweizer Nationalrat
- Nicola Locarnini (* 9. Mai 1888 in Monte Carasso; † 2. Dezember 1975 in Bellinzona), Tessiner Grossrat, Journalist der Zeitung  Il Lvoro, Bezirkdirektor des PTT[300]

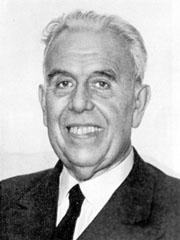
Edmond Privat (um 1950)

- Cesare Mazza (1889–1953), Politiker, Journalist, Tessiner Grossrat und Staatsrat
- Edmond Privat (1889–1962) Schweizer Journalist, Historiker
- Giulietta Martelli-Tamoni (1890–1975), Rotkreuzschwester, Journalistin, Dichterin, wohnte in San Vittore GR
- Fulvio Bolla (1892–1946), Dozent, Journalist, Politiker (FDP), Tessiner Grossrat und Staatsrat
- Pierino Tatti (1893–1963), ein Schweizer Arzt, Politiker (FDP), Gemeindepräsident, Tessiner Grossrat und Nationalrat
- Carlo Bonafedi (* um 1900 in Florenz; † nach 1929 in Minusio ?), Kunstmaler, Florentiner Maler und Freskenmaler, tätig in den Jahren 1926–1929 in Bellinzona, Lugano und Minusio[301]
- Waldes Keller (* 31. Dezember 1900 in Arogno; † 6. September 1970 in Bellinzona)[302]
- Piero Pellegrini (1901–1959), ein Schweizer Journalist, Politiker, Tessiner Grossrat und Staatsrat (SP)
- Mario Agustoni (1902–1982), Tessiner Grossrat, Nationalrat, Verwaltungsrat des Banco di Roma in Lugano
- Sergio Mordasini (* 15. März 1903 in Luino; † 13. April 1982 in Locarno), Dozent, Direktor des Gymnasiums Bellinzona[303]
- Albert Lindegger (1904–1991), Maler, Karikaturist, Autor
- Giovanni Genucchi (1904–1979) (Bürgerort Castro TI), Bildhauer, Holzschnitzler schuf Porträts, Figuren, insbesondere weibliche, und religiöse Themen
- Ponziano Togni (1906–1971), Architekt, Maler, Zeichner, Wandmaler, er wohnte in Bellinzona
- Federico Ghisletta (1907–1989), Politiker (SP), Gemeindepräsident von Camorino, Tessiner Grossrat, Staatsrat, Präsident der Tessiner Sozialdemokratische Partei der Schweiz (SP)
- Bruno Caizzi (1909–1992), Doktor der Wirtschaftsgeschichte, Hochschullehrer und Publizist
- Elzio Pelloni (* 14. Dezember 1911 in Muralto; † 19. November 1995 in San Nazzaro TI), Dozent, Naturwissenschaftler[304]
- Laura Solari (1913–1984), italienische Schauspielerin
- Arturo Lafranchi (1914–2003), Anwalt und Notar, Tessiner Grossrat, Nationalrat und Staatsrat
- Agostino Bernasconi (1914–1951), aus Muzzano, Politiker
- Bruno Regli (* 1916 in Chiasso; † 23. Dezember 1963 in Bellinzona), Schweizer Oberst, Instruktionsoffizier der Infanterie und ehemaliger Kommandant des Infanterieregiments 30.[305][306]
- Mario Soldini (* 4. November 1917 in Mendrisio; † 9. Mai 1956 in Bellinzona ?), Anwalt und Politiker, Tessiner Staatsrat[307][308][309]
- Erminio Giudici (1919–2023), Ingenieur, Offizier, Oberbefehlshaber der Grenzbrigade 9, Präsident der Società Federale di Giannastica SFGB-SFG Bellinzona[310]
- Mario Barzaghini (1921–2009), Journalist, Dichter, Kunstkritiker wohnte in Bellinzona und in Verscio
- Alma Bacciarini (1921–2007), Mittelschullehrerin, Politikerin, Tessiner Grossrätin und Nationalrätin

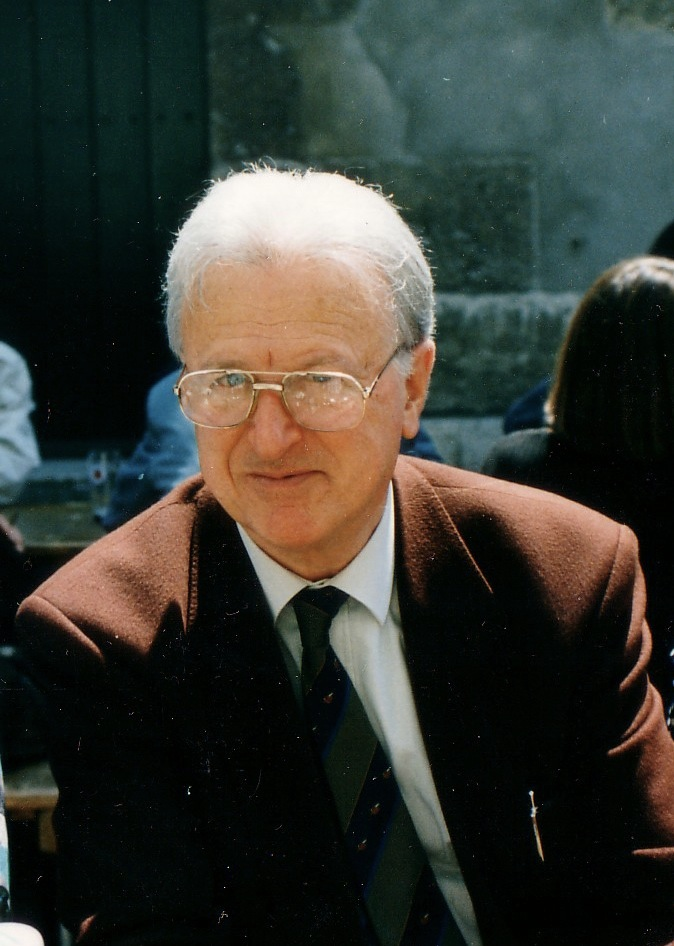
Giorgio Orelli (1994) an den Solothurner Literaturtagen

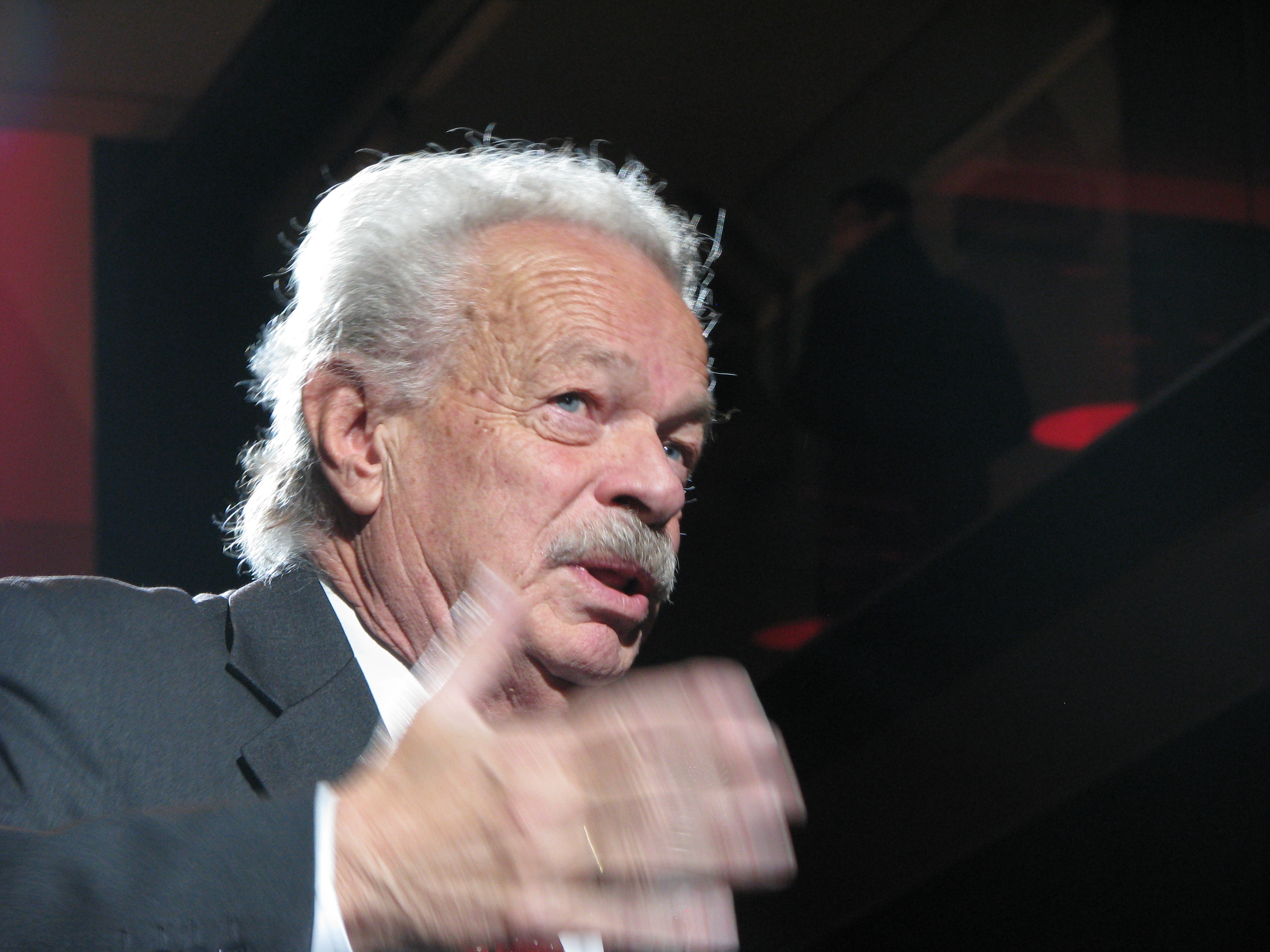
Aurelio Galfetti

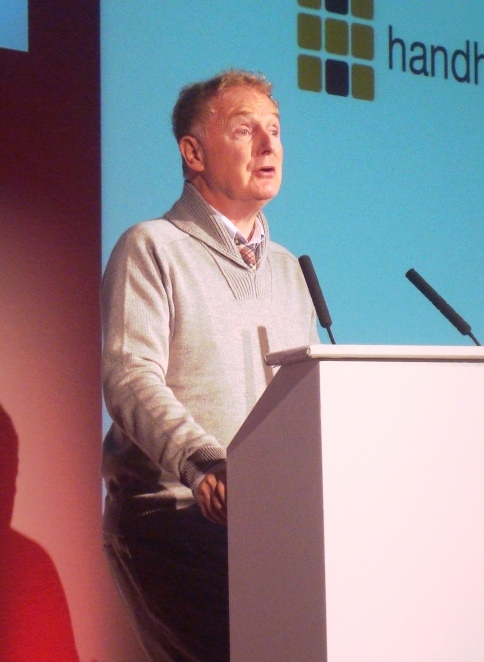
Malcolm McLaren (2009)

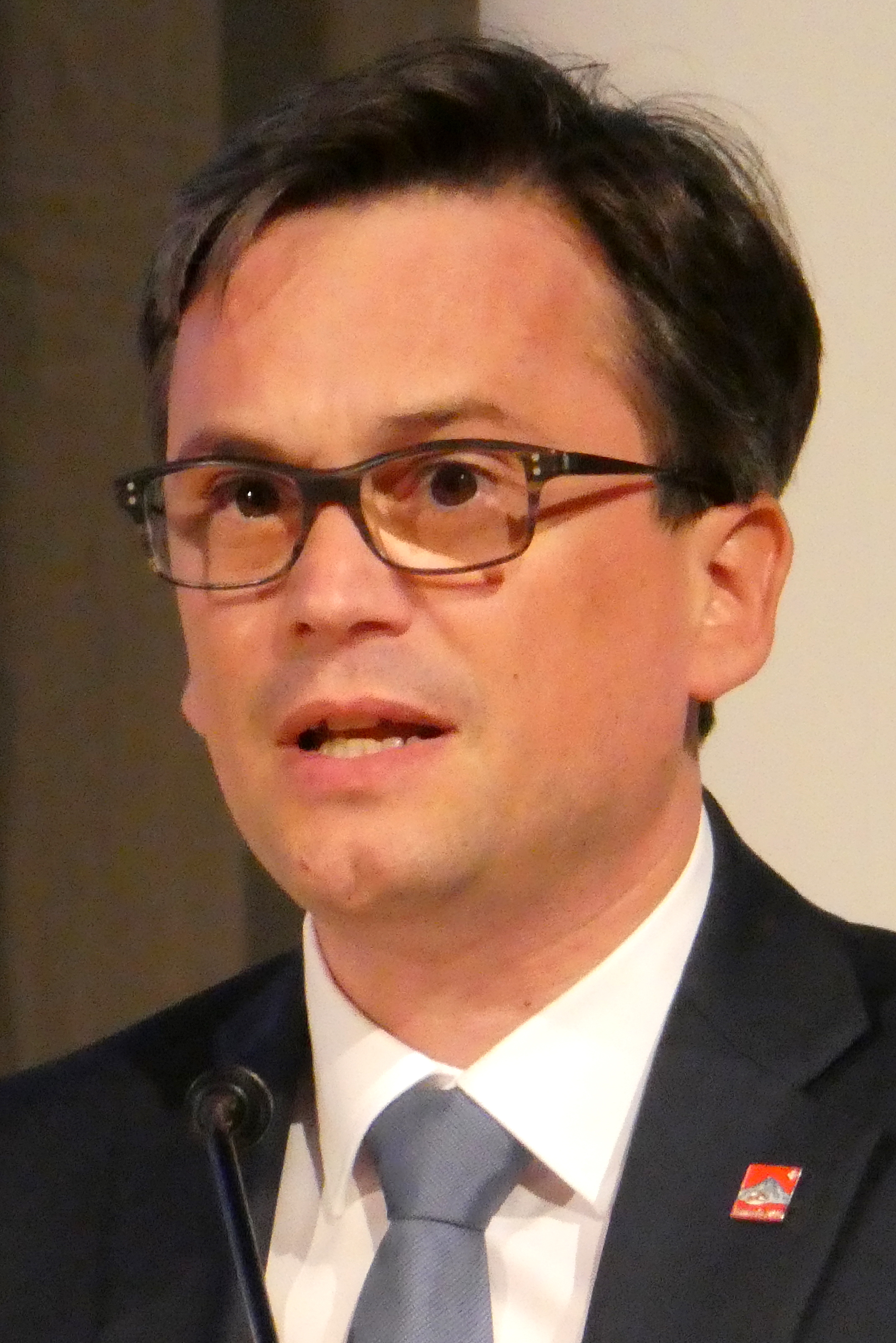
Christian Vitta (2016)

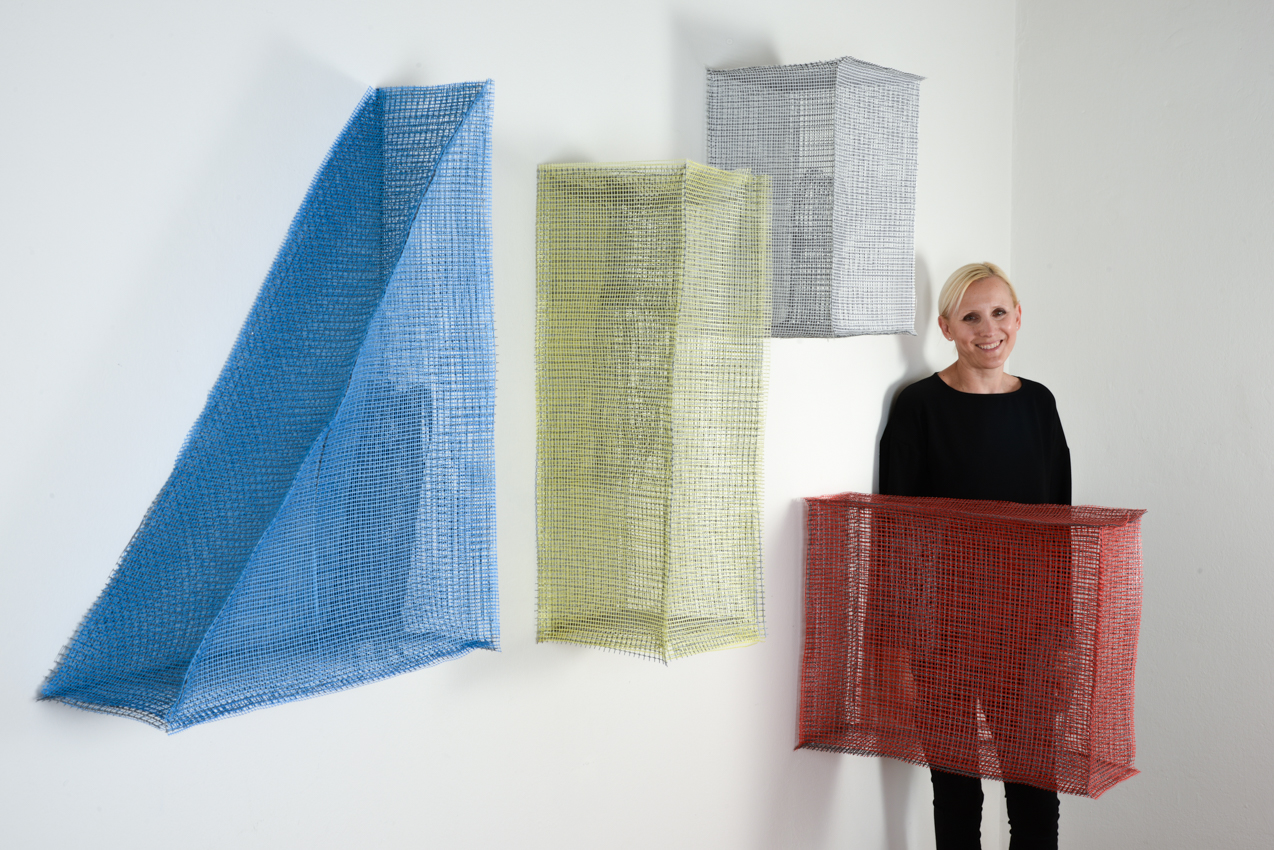
Margherita Turewicz-Lafranchi

- Giorgio Orelli (1921–2013), Schweizer Schriftsteller, Literaturkritiker, Übersetzer und Dozent
- Guido Bagutti (* 19. Oktober 1923 in Kreuzlingen; † 10. Februar 1981 in Bellinzona), Kunstmaler und Bildhauer und Lehrer für Zeichnen, Begründer der Galerie Barbagutt in Gnosca (1972)[311]
- Alessandro Torriani (* 1924 in Mendrisio; † 17. Juli 2002 in San Bernardino), ein Schweizer Offizier, Instruktionsoffizier der Infanterie, Brigadier und ehemaliger Kommandant der Grenzbrigade 9
- Elio Ghirlanda (* 1925 in Dino; † 25. Mai 2015 in Lugano), Preis Maraini (1943), Dozent am Lyzeum von Lugano, Forscher am Vocabolario dei dialetti della Svizzera italiana, Direktor des kantonalen Ufficio dell’Insegnamento Medio Superiore in Bellinzona (1969–1973)[312][313][314]
- Rinaldo Spadino (* 4. Oktober 1925 in Augio (heute Gemeinde Rossa GR); † 15. Juni 1982 in Bellinzona), Journalist, Schriftsteller, Bündner Kulturpreis[315][316]
- Sergio Caratti (* 1932 in Morcote; † 1. Oktober 2012 in Bellinzona), Primarlehrer in Viganello, studierte Pedagogie an der Universität Genf, Direktor der kantonale Sezione pedagogica, Direktor der Zeitung Corriere del Ticino (1982–1997)[317]
- Egon Francesco Schöneberg (* 20. Oktober 1934 in Ohrdruf; † 24. Oktober 2000 in Bellinzona), deutscher Kunstmaler und Objektkünstler[318]
- Rosanna Zeli (* 23. Juli 1935 in Locarno; † 14. März 1999 in Bellinzona), Philologin, ehemalige Direktorin des Vocabolario dei dialetti della Svizzera italiana[319]
- Aurelio Galfetti (1936–2021 in Bellinzona), Architekt und Universitätsprofessor. Er war ein Hauptvertreter der „Tessiner Schule“
- Renato Agostinetti (* 3. August 1938 in Claro TI; † 10. September in Bellinzona), Sekundarlehrer, Schauspieler, Kabarettist, Friedensrichter in Riviera TI[320]
- Giuseppe Buffi (1938–2000), Journalist, Politiker, Tessiner Staatsrat
- Claudio Lepori (* 4. Januar 1940 in Massagno; † 4. Dezember 2016 in Daro), Sohn von Giuseppe Lepori, Rechtsanwalt, Kantonsrichter, Politiker (PPD), Gemeindepräsident von Faido, Vater von acht Söhne[321]
- Raffaele Peduzzi (* 9. April 1942 in Airolo), heimatberechtigt in Isorno, Patrizier von Airolo, Doktor der Biologie, Gründer und Direktor des Centro Biologia Alpina bei Piora, Leiter des kantonale Instituts für Mikrobiologie in Bellinzona, Professor für Mikrobiologie an der Universität Genf, Ehrenbürger von Quinto[322][323]
- Francesco (Cick) Cavalli (* 1. Februar 1944 in Verscio; † 13. Juli 2024 in Bellinzona), Dozent im Lehrerseminar und Lyzeum von Locarno, kantonaler Expert für die Mathematikunterrichtung, Politiker (PS), Tessiner Grossrat[324][325]
- Pierre Codiroli (1944–1996), Sekundarlehrer in der Handelsschule, Historiker, Literaturkritiker, Schriftsteller
- Malcolm McLaren (1946–2010), Modedesigner, Musik-Manager und Musiker
- John Noseda (1948–2022), Rechtsanwalt, Politiker (SSP), Tessiner Grossrat und Generalstaatsanwalt des Kantons Tessin (2010)
- Fiorenza Bassetti (* 21. Dezember 1948 in Sorengo), Tochter des Alberto, Lehrerin, Malerin, Kupferstecherin, Photographin, Diplom an der Accademia di Belle Arti di Brera[326], lebt in Bellinzona
- Adriana Beretta (* 10. März 1950 in Brissago), Kunstmalerin, Zeichnerin, Fotografin, Autorin von Installationen, Konzeptionelle Arbeit, Abstrakte, figurative, textuelle und ortsspezifische Arbeiten, vom städtischen Maßstab bis zum Kleinformat[327][328]
- Alex Pedrazzini, genannt Il monello (1951–2021), Jurist, Tessiner Grossrat und Staatsrat[329]
- Franco Facchini (* 30. November 1951 in Bologna; † 16. April 2024 in Bellinzona), italienischer Schriftsteller und Dichter[330]
- Esther Roth-Aeschlimann (* 1953 in Rorschach), Komponistin[331]
- Simonetta Biaggio-Simona (* 1957 in Locarno), Archeologhe, Doktor der Universität Zürich, Direktorin des kantonalen Ufficio dei beni culturali del Canton Ticino, Publizist[332][333][334]
- Paolo Ferrazzini (* 1957 in Arbedo), Mitglied des Cabaret della Svizzera italiana, Unternehmensberater bei der Baloise Insurance Ltd, Schriftsteller[335]
- Ennio Maccagno (* 1960 in Bodio TI), Dozent, Philosoph, Schriftsteller, wohnt in Bellinzona[336][337]
- Margherita Turewicz-Lafranchi (* 25. April 1961 in Szczecin), polnische Bildhauerin, Fotografin, schuf Installateurin, Objekte, seit 1995 in der Schweiz tätig, heiratete mit Fiorenzo Lafranchi[338][339]
- Pierluigi Tami (* 1961), Fussballtrainer
- Roberto Pellegrini (* 20. Juli 1962 in Mailand), Fotograf[340]
- Katia Bassanini (1969–2010 in Bellinzona) war eine Schweizer Künstlerin. Ihr Werk umfasst neben der Malerei und Zeichnung ebenso das Objekt und die Installation wie auch die Performance, Video und Fotografie
- Christian Vitta (* 1972), Schweizer Rechtsanwalt, Politiker in (FDP) und Staatsrat
- Tommaso Soldini (* 1976 in Lugano), Gymnasiallehrer, Schriftsteller, Dichter, Mitbegründer und Mitherausgeber der Zeitschrift Ground Zero (2009–2013), wohnt in Bellinzona[341][342]